# Liste des monuments historiques protégés en 1946
Cet article recense les monuments historiques français classés ou inscrits en 1946.

## Protections
| Édifice                                                                                                | Commune                     | Département             | Région                     | Protection | Base Mérimée                         | Coordonnées                        | Image |
| --- | --------------------------- | ----------------------- | -------------------------- | ---------- | ------------------------------------ | ---------------------------------- | ----- |
| Église de Chavannes-sur-Suran                                                                          | Nivigne-et-Suran            | Ain                     | Auvergne-Rhône-Alpes       | inscrit    | « PA00116372 », notice no PA00116372 | 46° 15′ 48″ nord, 5° 25′ 38″ est   |       |
| Château de Montvéran                                                                                   | Culoz                       | Ain                     | Auvergne-Rhône-Alpes       | inscrit    | « PA00116390 », notice no PA00116390 | 45° 51′ 00″ nord, 5° 46′ 38″ est   |       |
| Ferme de Sougey                                                                                        | Montrevel-en-Bresse         | Ain                     | Auvergne-Rhône-Alpes       | classé     | « PA00116438 », notice no PA00116438 | 46° 20′ 32″ nord, 5° 06′ 26″ est   |       |
| Grotte de la Colombière                                                                                | Neuville-sur-Ain            | Ain                     | Auvergne-Rhône-Alpes       | inscrit    | « PA00116442 », notice no PA00116442 | 46° 05′ 08″ nord, 5° 23′ 53″ est   |       |
| Borne milliaire                                                                                        | Biozat                      | Allier                  | Auvergne-Rhône-Alpes       | inscrit    | « PA00093006 », notice no PA00093006 | 46° 04′ 43″ nord, 3° 16′ 16″ est   |       |
| Lycée Théodore-de-Banville                                                                             | Moulins                     | Allier                  | Auvergne-Rhône-Alpes       | classé     | « PA00093212 », notice no PA00093212 | 46° 34′ 08″ nord, 3° 19′ 44″ est   |       |
| Pont Régemortes                                                                                        | Moulins                     | Allier                  | Auvergne-Rhône-Alpes       | inscrit    | « PA00093229 », notice no PA00093229 | 46° 33′ 43″ nord, 3° 19′ 23″ est   |       |
| Château du Riau                                                                                        | Villeneuve-sur-Allier       | Allier                  | Auvergne-Rhône-Alpes       | inscrit    | « PA00093372 », notice no PA00093372 | 46° 39′ 45″ nord, 3° 16′ 38″ est   |       |
| Prieuré de Ganagobie                                                                                   | Ganagobie                   | Alpes-de-Haute-Provence | Provence-Alpes-Côte d'Azur | classé     | « PA00080404 », notice no PA00080404 | 43° 59′ 53″ nord, 5° 54′ 29″ est   |       |
| Hôtel de ville                                                                                         | Manosque                    | Alpes-de-Haute-Provence | Provence-Alpes-Côte d'Azur | inscrit    | « PA00080425 », notice no PA00080425 | 43° 50′ 02″ nord, 5° 46′ 57″ est   |       |
| Palais Lascaris                                                                                        | Nice                        | Alpes-Maritimes         | Provence-Alpes-Côte d'Azur | classé     | « PA00080806 », notice no PA00080806 | 43° 41′ 52″ nord, 7° 16′ 38″ est   |       |
| Église Saint-Martin-Saint-Augustin                                                                     | Nice                        | Alpes-Maritimes         | Provence-Alpes-Côte d'Azur | classé     | « PA00080792 », notice no PA00080792 | 43° 41′ 59″ nord, 7° 16′ 46″ est   |       |
| Lavoir de la Tourne                                                                                    | Bourg-Saint-Andéol          | Ardèche                 | Auvergne-Rhône-Alpes       | inscrit    | « PA00116674 », notice no PA00116674 | 44° 22′ 10″ nord, 4° 38′ 30″ est   |       |
| Grandes Fontaines                                                                                      | Bourg-Saint-Andéol          | Ardèche                 | Auvergne-Rhône-Alpes       | inscrit    | « PA00116665 », notice no PA00116665 | 44° 22′ 11″ nord, 4° 38′ 49″ est   |       |
| Presbytère                                                                                             | Bourg-Saint-Andéol          | Ardèche                 | Auvergne-Rhône-Alpes       | inscrit    | « PA00116677 », notice no PA00116677 | 44° 22′ 17″ nord, 4° 38′ 48″ est   |       |
| Palais épiscopal                                                                                       | Bourg-Saint-Andéol          | Ardèche                 | Auvergne-Rhône-Alpes       | classé     | « PA00116676 », notice no PA00116676 | 44° 22′ 21″ nord, 4° 38′ 49″ est   |       |
| Hôtel Balzagette du Charneve                                                                           | Bourg-Saint-Andéol          | Ardèche                 | Auvergne-Rhône-Alpes       | inscrit    | « PA00116666 », notice no PA00116666 | 44° 22′ 24″ nord, 4° 38′ 46″ est   |       |
| Hôtel de Digoine                                                                                       | Bourg-Saint-Andéol          | Ardèche                 | Auvergne-Rhône-Alpes       | inscrit    | « PA00116668 », notice no PA00116668 | 44° 22′ 20″ nord, 4° 38′ 48″ est   |       |
| Hôtel Doyse                                                                                            | Bourg-Saint-Andéol          | Ardèche                 | Auvergne-Rhône-Alpes       | classé     | « PA00116669 », notice no PA00116669 | 44° 22′ 20″ nord, 4° 38′ 48″ est   |       |
| Hôtel Ymonier                                                                                          | Bourg-Saint-Andéol          | Ardèche                 | Auvergne-Rhône-Alpes       | inscrit    | « PA00116673 », notice no PA00116673 | 44° 22′ 17″ nord, 4° 38′ 44″ est   |       |
| Abbaye de Mazan                                                                                        | Mazan-l'Abbaye              | Ardèche                 | Auvergne-Rhône-Alpes       | classé     | « PA00116728 », notice no PA00116728 | 44° 43′ 44″ nord, 4° 05′ 19″ est   |       |
| Château de Vallon-Pont-d'Arc                                                                           | Vallon-Pont-d'Arc           | Ardèche                 | Auvergne-Rhône-Alpes       | classé     | « PA00116841 », notice no PA00116841 | 44° 24′ 26″ nord, 4° 23′ 42″ est   |       |
| Église Notre-Dame de Brieulles-sur-Bar                                                                 | Brieulles-sur-Bar           | Ardennes                | Grand Est                  | inscrit    | « PA00078353 », notice no PA00078353 | 49° 28′ 35″ nord, 4° 51′ 13″ est   |       |
| Abbaye d'Élan                                                                                          | Élan                        | Ardennes                | Grand Est                  | inscrit    | « PA00078433 », notice no PA00078433 | 49° 39′ 50″ nord, 4° 45′ 20″ est   |       |
| Église Notre-Dame d'Élan                                                                               | Élan                        | Ardennes                | Grand Est                  | inscrit    | « PA00078434 », notice no PA00078434 | 49° 39′ 50″ nord, 4° 45′ 24″ est   |       |
| Église Saint-Laurent de Grivy-Loisy                                                                    | Grivy-Loisy                 | Ardennes                | Grand Est                  | classé     | « PA00078447 », notice no PA00078447 | 49° 24′ 57″ nord, 4° 37′ 52″ est   |       |
| Chartreuse du Mont-Dieu                                                                                | Le Mont-Dieu                | Ardennes                | Grand Est                  | classé     | « PA00078465 », notice no PA00078465 | 49° 32′ 52″ nord, 4° 51′ 59″ est   |       |
| Château de Thugny-Trugny, parc et grange aux dîmes                                                     | Thugny-Trugny               | Ardennes                | Grand Est                  | inscrit    | « PA00078531 », notice no PA00078531 | 49° 29′ 07″ nord, 4° 25′ 14″ est   |       |
| Château de Wasigny                                                                                     | Wasigny                     | Ardennes                | Grand Est                  | inscrit    | « PA00078548 », notice no PA00078548 | 49° 38′ 09″ nord, 4° 21′ 24″ est   |       |
| Château de La Motte-Tilly                                                                              | La Motte-Tilly              | Aube                    | Grand Est                  | classé     | « PA00078162 », notice no PA00078162 | 48° 28′ 02″ nord, 3° 25′ 53″ est   |       |
| Église Saint-Saturnin                                                                                  | Carcassonne                 | Aude                    | Occitanie                  | inscrit    | « PA00102593 », notice no PA00102593 | 43° 12′ 18″ nord, 2° 21′ 45″ est   |       |
| Château de Saint-Martin-de-Poursan                                                                     | Carcassonne                 | Aude                    | Occitanie                  | inscrit    | « PA00102586 », notice no PA00102586 | 43° 13′ 42″ nord, 2° 23′ 50″ est   |       |
| Croix de Montlegun                                                                                     | Carcassonne                 | Aude                    | Occitanie                  | inscrit    | « PA00102589 », notice no PA00102589 | 43° 12′ 15″ nord, 2° 23′ 30″ est   |       |
| Cimetière de Saint-Martin-de-Poursan                                                                   | Carcassonne                 | Aude                    | Occitanie                  | inscrit    | « PA00102587 », notice no PA00102587 | 43° 13′ 43″ nord, 2° 23′ 52″ est   |       |
| Maison                                                                                                 | Narbonne                    | Aude                    | Occitanie                  | inscrit    | « PA00102817 », notice no PA00102817 | 43° 10′ 58″ nord, 3° 00′ 23″ est   |       |
| Maison de l'Aumône                                                                                     | Narbonne                    | Aude                    | Occitanie                  | inscrit    | « PA00102819 », notice no PA00102819 | 43° 11′ 08″ nord, 3° 00′ 19″ est   |       |
| Maison                                                                                                 | Narbonne                    | Aude                    | Occitanie                  | inscrit    | « PA00102828 », notice no PA00102828 | 43° 10′ 56″ nord, 3° 00′ 07″ est   |       |
| Maison                                                                                                 | Narbonne                    | Aude                    | Occitanie                  | inscrit    | « PA00102836 », notice no PA00102836 | 43° 11′ 11″ nord, 3° 00′ 18″ est   |       |
| Puits                                                                                                  | Narbonne                    | Aude                    | Occitanie                  | inscrit    | « PA00102839 », notice no PA00102839 | 43° 11′ 03″ nord, 3° 00′ 03″ est   |       |
| Collège de jeunes filles                                                                               | Narbonne                    | Aude                    | Occitanie                  | inscrit    | « PA00102795 », notice no PA00102795 | 43° 11′ 07″ nord, 3° 00′ 19″ est   |       |
| Église des Jacobins                                                                                    | Narbonne                    | Aude                    | Occitanie                  | inscrit    | « PA00102801 », notice no PA00102801 | 43° 10′ 54″ nord, 3° 00′ 17″ est   |       |
| Maison                                                                                                 | Narbonne                    | Aude                    | Occitanie                  | inscrit    | « PA00102815 », notice no PA00102815 | 43° 10′ 56″ nord, 3° 00′ 08″ est   |       |
| Maison de la Mothe                                                                                     | Narbonne                    | Aude                    | Occitanie                  | inscrit    | « PA00102818 », notice no PA00102818 | 43° 11′ 08″ nord, 3° 00′ 18″ est   |       |
| Maison                                                                                                 | Narbonne                    | Aude                    | Occitanie                  | inscrit    | « PA00102825 », notice no PA00102825 | 43° 10′ 54″ nord, 3° 00′ 03″ est   |       |
| Maison                                                                                                 | Narbonne                    | Aude                    | Occitanie                  | inscrit    | « PA00102831 », notice no PA00102831 | 43° 11′ 12″ nord, 3° 00′ 21″ est   |       |
| Puits                                                                                                  | Narbonne                    | Aude                    | Occitanie                  | inscrit    | « PA00102840 », notice no PA00102840 | 43° 10′ 55″ nord, 3° 00′ 02″ est   |       |
| Couvent des Carmélites                                                                                 | Narbonne                    | Aude                    | Occitanie                  | inscrit    | « PA00102796 », notice no PA00102796 | 43° 11′ 10″ nord, 3° 00′ 25″ est   |       |
| Maison                                                                                                 | Narbonne                    | Aude                    | Occitanie                  | inscrit    | « PA00102814 », notice no PA00102814 | 43° 11′ 01″ nord, 3° 00′ 24″ est   |       |
| Maison                                                                                                 | Narbonne                    | Aude                    | Occitanie                  | inscrit    | « PA00102822 », notice no PA00102822 | 43° 11′ 06″ nord, 3° 00′ 17″ est   |       |
| Couvent des Frères du Saint-Esprit                                                                     | Narbonne                    | Aude                    | Occitanie                  | inscrit    | « PA00102797 », notice no PA00102797 | 43° 10′ 58″ nord, 3° 00′ 03″ est   |       |
| Église de la Major                                                                                     | Narbonne                    | Aude                    | Occitanie                  | inscrit    | « PA00102803 », notice no PA00102803 | 43° 11′ 02″ nord, 3° 00′ 21″ est   |       |
| Immeuble                                                                                               | Narbonne                    | Aude                    | Occitanie                  | inscrit    | « PA00102813 », notice no PA00102813 | 43° 10′ 53″ nord, 3° 00′ 13″ est   |       |
| Maison                                                                                                 | Narbonne                    | Aude                    | Occitanie                  | inscrit    | « PA00102837 », notice no PA00102837 | 43° 11′ 05″ nord, 3° 00′ 19″ est   |       |
| Remparts                                                                                               | Narbonne                    | Aude                    | Occitanie                  | inscrit    | « PA00102841 », notice no PA00102841 | 43° 10′ 49″ nord, 3° 00′ 08″ est   |       |
| Maison                                                                                                 | Narbonne                    | Aude                    | Occitanie                  | inscrit    | « PA00102823 », notice no PA00102823 | 43° 10′ 55″ nord, 3° 00′ 04″ est   |       |
| Maison                                                                                                 | Narbonne                    | Aude                    | Occitanie                  | inscrit    | « PA00102824 », notice no PA00102824 | 43° 10′ 54″ nord, 3° 00′ 03″ est   |       |
| Maison des Inquants                                                                                    | Narbonne                    | Aude                    | Occitanie                  | inscrit    | « PA00102832 », notice no PA00102832 | 43° 10′ 58″ nord, 3° 00′ 09″ est   |       |
| Maison                                                                                                 | Narbonne                    | Aude                    | Occitanie                  | inscrit    | « PA00102835 », notice no PA00102835 | 43° 11′ 09″ nord, 3° 00′ 18″ est   |       |
| Château de Tholet                                                                                      | Gabriac                     | Aveyron                 | Occitanie                  | inscrit    | « PA00094030 », notice no PA00094030 | 44° 27′ 06″ nord, 2° 46′ 41″ est   |       |
| Immeuble                                                                                               | Strasbourg                  | Bas-Rhin                | Grand Est                  | inscrit    | « PA00085110 », notice no PA00085110 | 48° 34′ 54″ nord, 7° 44′ 57″ est   |       |
| Hôtel de l'Épine                                                                                       | Strasbourg                  | Bas-Rhin                | Grand Est                  | classé     | « PA00085056 », notice no PA00085056 | 48° 34′ 50″ nord, 7° 44′ 53″ est   |       |
| Église Saint-Jean                                                                                      | Strasbourg                  | Bas-Rhin                | Grand Est                  | inscrit    | « PA00085027 », notice no PA00085027 | 48° 35′ 04″ nord, 7° 44′ 25″ est   |       |
| Oppidum d'Entremont                                                                                    | Aix-en-Provence             | Bouches-du-Rhône        | Provence-Alpes-Côte d'Azur | inscrit    | « PA00081095 », notice no PA00081095 | 43° 33′ 08″ nord, 5° 26′ 21″ est   |       |
| Hôtel de Grille                                                                                        | Arles                       | Bouches-du-Rhône        | Provence-Alpes-Côte d'Azur | inscrit    | « PA00081146 », notice no PA00081146 | 43° 40′ 45″ nord, 4° 37′ 44″ est   |       |
| Hôtel Barrême de Manville                                                                              | Arles                       | Bouches-du-Rhône        | Provence-Alpes-Côte d'Azur | classé     | « PA00081157 », notice no PA00081157 | 43° 40′ 42″ nord, 4° 37′ 49″ est   |       |
| École du Lau                                                                                           | Arles                       | Bouches-du-Rhône        | Provence-Alpes-Côte d'Azur | inscrit    | « PA00081132 », notice no PA00081132 | 43° 40′ 46″ nord, 4° 37′ 48″ est   |       |
| Hôtel de Giraud ou Capitani                                                                            | Arles                       | Bouches-du-Rhône        | Provence-Alpes-Côte d'Azur | inscrit    | « PA00081161 », notice no PA00081161 | 43° 40′ 39″ nord, 4° 37′ 26″ est   |       |
| Château de Lagoy                                                                                       | Saint-Rémy-de-Provence      | Bouches-du-Rhône        | Provence-Alpes-Côte d'Azur | classé     | « PA00081442 », notice no PA00081442 | 43° 48′ 32″ nord, 4° 50′ 59″ est   |       |
| Manoir de Quilly                                                                                       | Bretteville-sur-Laize       | Calvados                | Normandie                  | classé     | « PA00111117 », notice no PA00111117 | 49° 02′ 59″ nord, 0° 18′ 56″ ouest |       |
| Immeuble                                                                                               | Caen                        | Calvados                | Normandie                  | inscrit    | « PA00111160 », notice no PA00111160 |                                    |       |
| Immeuble (musée de la Poste et des Télécommunications)                                                 | Caen                        | Calvados                | Normandie                  | classé     | « PA00111163 », notice no PA00111163 | 49° 11′ 00″ nord, 0° 21′ 49″ ouest |       |
| enseigne d'auberge                                                                                     | Falaise                     | Calvados                | Normandie                  | inscrit    | « PA00111316 », notice no PA00111316 | 48° 53′ 32″ nord, 0° 11′ 09″ ouest |       |
| Auberge de la Romaine                                                                                  | Falaise                     | Calvados                | Normandie                  | inscrit    | « PA00111308 », notice no PA00111308 | 48° 53′ 31″ nord, 0° 11′ 24″ ouest |       |
| Manoir du Pavillon                                                                                     | Fauguernon                  | Calvados                | Normandie                  | classé     | « PA00111331 », notice no PA00111331 | 49° 11′ 31″ nord, 0° 15′ 24″ est   |       |
| Église Saint-André                                                                                     | Ifs                         | Calvados                | Normandie                  | classé     | « PA00111455 », notice no PA00111455 | 49° 08′ 22″ nord, 0° 20′ 53″ ouest |       |
| Château de Lion-sur-Mer                                                                                | Lion-sur-Mer                | Calvados                | Normandie                  | inscrit    | « PA00111469 », notice no PA00111469 | 49° 18′ 09″ nord, 0° 19′ 57″ ouest |       |
| Château de Louvigny                                                                                    | Louvigny                    | Calvados                | Normandie                  | inscrit    | « PA00111510 », notice no PA00111510 | 49° 09′ 37″ nord, 0° 23′ 06″ ouest |       |
| Château de Magny-en-Bessin                                                                             | Magny-en-Bessin             | Calvados                | Normandie                  | inscrit    | « PA00111515 », notice no PA00111515 | 49° 18′ 27″ nord, 0° 39′ 54″ ouest |       |
| Église Saint-Martin                                                                                    | Méry-Corbon                 | Calvados                | Normandie                  | inscrit    | « PA00111532 », notice no PA00111532 | 49° 08′ 09″ nord, 0° 04′ 57″ ouest |       |
| Église Saint-Ouen                                                                                      | Rocques                     | Calvados                | Normandie                  | classé     | « PA00111636 », notice no PA00111636 | 49° 10′ 16″ nord, 0° 14′ 37″ est   |       |
| Église Saint-Martin                                                                                    | Saint-Martin-de-la-Lieue    | Calvados                | Normandie                  | inscrit    | « PA00111700 », notice no PA00111700 | 49° 06′ 21″ nord, 0° 13′ 01″ est   |       |
| Église Saint-Vigor                                                                                     | Villers-Canivet             | Calvados                | Normandie                  | classé     | « PA00111805 », notice no PA00111805 | 48° 56′ 26″ nord, 0° 15′ 18″ ouest |       |
| Statue du Pape Gerbert                                                                                 | Aurillac                    | Cantal                  | Auvergne-Rhône-Alpes       | inscrit    | « PA00093468 », notice no PA00093468 | 44° 55′ 47″ nord, 2° 26′ 54″ est   |       |
| Porte de l'hôtel de Malras                                                                             | Aurillac                    | Cantal                  | Auvergne-Rhône-Alpes       | inscrit    | « PA00093459 », notice no PA00093459 | 44° 55′ 51″ nord, 2° 26′ 42″ est   |       |
| Maison                                                                                                 | Aurillac                    | Cantal                  | Auvergne-Rhône-Alpes       | inscrit    | « PA00093461 », notice no PA00093461 | 44° 55′ 49″ nord, 2° 26′ 47″ est   |       |
| Maison Capelle (porte d'entrée)                                                                        | Aurillac                    | Cantal                  | Auvergne-Rhône-Alpes       | inscrit    | « PA00093464 », notice no PA00093464 | 44° 55′ 49″ nord, 2° 26′ 37″ est   |       |
| Hôtel du Président-Maynard (porte)                                                                     | Aurillac                    | Cantal                  | Auvergne-Rhône-Alpes       | inscrit    | « PA00093455 », notice no PA00093455 | 44° 55′ 49″ nord, 2° 26′ 35″ est   |       |
| Maison                                                                                                 | Aurillac                    | Cantal                  | Auvergne-Rhône-Alpes       | inscrit    | « PA00093463 », notice no PA00093463 | 44° 55′ 47″ nord, 2° 26′ 41″ est   |       |
| Immeuble                                                                                               | Aurillac                    | Cantal                  | Auvergne-Rhône-Alpes       | inscrit    | « PA00093457 », notice no PA00093457 | 44° 55′ 49″ nord, 2° 26′ 47″ est   |       |
| Immeuble                                                                                               | Aurillac                    | Cantal                  | Auvergne-Rhône-Alpes       | inscrit    | « PA00093458 », notice no PA00093458 | 44° 55′ 47″ nord, 2° 26′ 41″ est   |       |
| Château de Val                                                                                         | Lanobre                     | Cantal                  | Auvergne-Rhône-Alpes       | classé     | « PA00093524 », notice no PA00093524 | 45° 26′ 34″ nord, 2° 30′ 19″ est   |       |
| Boutique                                                                                               | Saint-Flour                 | Cantal                  | Auvergne-Rhône-Alpes       | inscrit    | « PA00093608 », notice no PA00093608 | 45° 02′ 01″ nord, 3° 05′ 33″ est   |       |
| Cloître                                                                                                | Saint-Flour                 | Cantal                  | Auvergne-Rhône-Alpes       | inscrit    | « PA00093610 », notice no PA00093610 | 45° 02′ 04″ nord, 3° 05′ 37″ est   |       |
| Église Notre-Dame                                                                                      | Saint-Flour                 | Cantal                  | Auvergne-Rhône-Alpes       | classé     | « PA00093611 », notice no PA00093611 | 45° 02′ 01″ nord, 3° 05′ 34″ est   |       |
| Fontaine                                                                                               | Saint-Flour                 | Cantal                  | Auvergne-Rhône-Alpes       | inscrit    | « PA00093613 », notice no PA00093613 | 45° 01′ 58″ nord, 3° 05′ 32″ est   |       |
| Maison                                                                                                 | Saint-Flour                 | Cantal                  | Auvergne-Rhône-Alpes       | inscrit    | « PA00093621 », notice no PA00093621 | 45° 02′ 01″ nord, 3° 05′ 40″ est   |       |
| Pont Vieux                                                                                             | Saint-Flour                 | Cantal                  | Auvergne-Rhône-Alpes       | inscrit    | « PA00093631 », notice no PA00093631 | 45° 02′ 00″ nord, 3° 05′ 58″ est   |       |
| Maison                                                                                                 | Saint-Flour                 | Cantal                  | Auvergne-Rhône-Alpes       | inscrit    | « PA00093624 », notice no PA00093624 | 45° 02′ 00″ nord, 3° 05′ 34″ est   |       |
| Maison                                                                                                 | Saint-Flour                 | Cantal                  | Auvergne-Rhône-Alpes       | inscrit    | « PA00093626 », notice no PA00093626 | 45° 02′ 00″ nord, 3° 05′ 34″ est   |       |
| Maison                                                                                                 | Saint-Flour                 | Cantal                  | Auvergne-Rhône-Alpes       | inscrit    | « PA00093629 », notice no PA00093629 | 45° 01′ 59″ nord, 3° 05′ 34″ est   |       |
| Resserre                                                                                               | Saint-Flour                 | Cantal                  | Auvergne-Rhône-Alpes       | inscrit    | « PA00093634 », notice no PA00093634 | 45° 02′ 01″ nord, 3° 05′ 35″ est   |       |
| Resserres                                                                                              | Saint-Flour                 | Cantal                  | Auvergne-Rhône-Alpes       | inscrit    | « PA00093635 », notice no PA00093635 | 45° 02′ 01″ nord, 3° 05′ 33″ est   |       |
| Resserre et hangar                                                                                     | Saint-Flour                 | Cantal                  | Auvergne-Rhône-Alpes       | inscrit    | « PA00093636 », notice no PA00093636 | 45° 02′ 01″ nord, 3° 05′ 34″ est   |       |
| Hôtel Brisson                                                                                          | Saint-Flour                 | Cantal                  | Auvergne-Rhône-Alpes       | inscrit    | « PA00093614 », notice no PA00093614 | 45° 02′ 00″ nord, 3° 05′ 38″ est   |       |
| Maison                                                                                                 | Saint-Flour                 | Cantal                  | Auvergne-Rhône-Alpes       | inscrit    | « PA00093619 », notice no PA00093619 | 45° 02′ 00″ nord, 3° 05′ 40″ est   |       |
| Immeuble                                                                                               | Saint-Flour                 | Cantal                  | Auvergne-Rhône-Alpes       | inscrit    | « PA00093617 », notice no PA00093617 | 45° 02′ 00″ nord, 3° 05′ 33″ est   |       |
| Maison du Gouverneur                                                                                   | Saint-Flour                 | Cantal                  | Auvergne-Rhône-Alpes       | inscrit    | « PA00093618 », notice no PA00093618 | 45° 01′ 59″ nord, 3° 05′ 35″ est   |       |
| Maison                                                                                                 | Saint-Flour                 | Cantal                  | Auvergne-Rhône-Alpes       | inscrit    | « PA00093620 », notice no PA00093620 | 45° 02′ 00″ nord, 3° 05′ 40″ est   |       |
| Maison                                                                                                 | Saint-Flour                 | Cantal                  | Auvergne-Rhône-Alpes       | inscrit    | « PA00093623 », notice no PA00093623 | 45° 02′ 01″ nord, 3° 05′ 34″ est   |       |
| Maison                                                                                                 | Saint-Flour                 | Cantal                  | Auvergne-Rhône-Alpes       | inscrit    | « PA00093625 », notice no PA00093625 | 45° 02′ 01″ nord, 3° 05′ 34″ est   |       |
| Maison                                                                                                 | Saint-Flour                 | Cantal                  | Auvergne-Rhône-Alpes       | inscrit    | « PA00093627 », notice no PA00093627 | 45° 02′ 01″ nord, 3° 05′ 33″ est   |       |
| Maison                                                                                                 | Saint-Flour                 | Cantal                  | Auvergne-Rhône-Alpes       | inscrit    | « PA00093628 », notice no PA00093628 | 45° 02′ 00″ nord, 3° 05′ 37″ est   |       |
| Auberge de la Couronne                                                                                 | Saint-Flour                 | Cantal                  | Auvergne-Rhône-Alpes       | inscrit    | « PA00093630 », notice no PA00093630 | 45° 01′ 57″ nord, 3° 05′ 30″ est   |       |
| Château de Chanterelle                                                                                 | Saint-Vincent-de-Salers     | Cantal                  | Auvergne-Rhône-Alpes       | inscrit    | « PA00093665 », notice no PA00093665 | 45° 12′ 54″ nord, 2° 29′ 40″ est   |       |
| Église Saint-Pierre-ès-Liens de Médis                                                                  | Médis                       | Charente-Maritime       | Nouvelle-Aquitaine         | classé     | « PA00104802 », notice no PA00104802 | 45° 38′ 33″ nord, 0° 57′ 55″ ouest |       |
| Église Saint-Pierre des Nouillers                                                                      | Les Nouillers               | Charente-Maritime       | Nouvelle-Aquitaine         | classé     | « PA00104833 », notice no PA00104833 | 45° 55′ 53″ nord, 0° 39′ 50″ ouest |       |
| Château de la Roche-Courbon                                                                            | Saint-Porchaire             | Charente-Maritime       | Nouvelle-Aquitaine         | classé     | « PA00105221 », notice no PA00105221 | 45° 50′ 10″ nord, 0° 46′ 53″ ouest |       |
| Hôtel-Dieu                                                                                             | Bourges                     | Cher                    | Centre-Val de Loire        | classé     | « PA00096684 », notice no PA00096684 | 47° 05′ 12″ nord, 2° 23′ 25″ est   |       |
| Château de Bois-Bouzon                                                                                 | Farges-en-Septaine          | Cher                    | Centre-Val de Loire        | inscrit    | « PA00096798 », notice no PA00096798 | 47° 04′ 20″ nord, 2° 39′ 44″ est   |       |
| Château de Jussy                                                                                       | Jussy-Champagne             | Cher                    | Centre-Val de Loire        | classé     | « PA00096819 », notice no PA00096819 | 46° 58′ 55″ nord, 2° 39′ 10″ est   |       |
| Tour de Porto                                                                                          | Ota                         | Corse-du-Sud            | Corse                      | inscrit    | « PA00099100 », notice no PA00099100 | 42° 16′ 04″ nord, 8° 41′ 30″ est   |       |
| Immeuble                                                                                               | Beaune                      | Côte-d'Or               | Bourgogne-Franche-Comté    | inscrit    | « PA00112117 », notice no PA00112117 | 47° 01′ 31″ nord, 4° 50′ 17″ est   |       |
| Couvent des Ursulines                                                                                  | Beaune                      | Côte-d'Or               | Bourgogne-Franche-Comté    | inscrit    | « PA00112106 », notice no PA00112106 | 47° 01′ 34″ nord, 4° 50′ 23″ est   |       |
| Château de Bierre-lès-Semur                                                                            | Bierre-lès-Semur            | Côte-d'Or               | Bourgogne-Franche-Comté    | inscrit    | « PA00112139 », notice no PA00112139 | 47° 25′ 22″ nord, 4° 17′ 58″ est   |       |
| Château de la Berchère                                                                                 | Boncourt-le-Bois            | Côte-d'Or               | Bourgogne-Franche-Comté    | inscrit    | « PA00112149 », notice no PA00112149 | 47° 08′ 26″ nord, 4° 58′ 39″ est   |       |
| Parc de la Colombière                                                                                  | Dijon                       | Côte-d'Or               | Bourgogne-Franche-Comté    | classé     | « PA00112429 », notice no PA00112429 | 47° 18′ 00″ nord, 5° 02′ 48″ est   |       |
| Hôtel Thomas Berbisey                                                                                  | Dijon                       | Côte-d'Or               | Bourgogne-Franche-Comté    | classé     | « PA00112330 », notice no PA00112330 | 47° 19′ 09″ nord, 5° 02′ 14″ est   |       |
| Hôtel de Samerey                                                                                       | Dijon                       | Côte-d'Or               | Bourgogne-Franche-Comté    | inscrit    | « PA00112326 », notice no PA00112326 | 47° 19′ 08″ nord, 5° 02′ 29″ est   |       |
| Maison                                                                                                 | Dijon                       | Côte-d'Or               | Bourgogne-Franche-Comté    | classé     | « PA00112425 », notice no PA00112425 | 47° 19′ 23″ nord, 5° 02′ 35″ est   |       |
| Couvent des Cordeliers                                                                                 | Dijon                       | Côte-d'Or               | Bourgogne-Franche-Comté    | inscrit    | « PA00112263 », notice no PA00112263 | 47° 19′ 05″ nord, 5° 02′ 25″ est   |       |
| Monument de la bataille de Fontaine-Française                                                          | Fontaine-Française          | Côte-d'Or               | Bourgogne-Franche-Comté    | inscrit    | « PA00112466 », notice no PA00112466 | 47° 42′ 29″ nord, 5° 27′ 32″ est   |       |
| Château de Longecourt-en-Plaine                                                                        | Longecourt-en-Plaine        | Côte-d'Or               | Bourgogne-Franche-Comté    | inscrit    | « PA00112513 », notice no PA00112513 | 47° 11′ 49″ nord, 5° 09′ 10″ est   |       |
| Château de Lux                                                                                         | Lux                         | Côte-d'Or               | Bourgogne-Franche-Comté    | inscrit    | « PA00112516 », notice no PA00112516 | 47° 29′ 32″ nord, 5° 12′ 42″ est   |       |
| Moulin à vent                                                                                          | Montceau-et-Écharnant       | Côte-d'Or               | Bourgogne-Franche-Comté    | inscrit    | « PA00112550 », notice no PA00112550 | 47° 03′ 28″ nord, 4° 39′ 38″ est   |       |
| Église Saint-Apollinaire                                                                               | Saint-Apollinaire           | Côte-d'Or               | Bourgogne-Franche-Comté    | inscrit    | « PA00112621 », notice no PA00112621 | 47° 20′ 02″ nord, 5° 04′ 54″ est   |       |
| Chapelle Notre-Dame-de-Pitié                                                                           | Boqueho                     | Côtes-d'Armor           | Bretagne                   | classé     | « PA00089025 », notice no PA00089025 | 48° 28′ 33″ nord, 2° 59′ 02″ ouest |       |
| Château de Robien                                                                                      | Le Fœil                     | Côtes-d'Armor           | Bretagne                   | inscrit    | « PA00089152 », notice no PA00089152 | 48° 23′ 13″ nord, 2° 55′ 36″ ouest |       |
| Château de Kerivon                                                                                     | Lannion                     | Côtes-d'Armor           | Bretagne                   | inscrit    | « PA00089280 », notice no PA00089280 | 48° 43′ 47″ nord, 3° 25′ 39″ ouest |       |
| Tumulus dit An Dossen                                                                                  | Louargat                    | Côtes-d'Armor           | Bretagne                   | classé     | « PA00089317 », notice no PA00089317 | 48° 32′ 38″ nord, 3° 18′ 54″ ouest |       |
| Église, cimetière et presbytère                                                                        | Saint-Quay-Perros           | Côtes-d'Armor           | Bretagne                   | inscrit    | « PA00089655 », notice no PA00089655 | 48° 47′ 35″ nord, 3° 26′ 54″ ouest |       |
| Ancienne église de Trégon                                                                              | Trégon                      | Côtes-d'Armor           | Bretagne                   | inscrit    | « PA00089698 », notice no PA00089698 | 48° 34′ 11″ nord, 2° 10′ 58″ ouest |       |
| Maison                                                                                                 | Tréguier                    | Côtes-d'Armor           | Bretagne                   | inscrit    | « PA00089720 », notice no PA00089720 | 48° 47′ 19″ nord, 3° 13′ 40″ ouest |       |
| Château de Saint-Germain-Beaupré                                                                       | Saint-Germain-Beaupré       | Creuse                  | Nouvelle-Aquitaine         | classé     | « PA00100163 », notice no PA00100163 | 46° 18′ 45″ nord, 1° 32′ 44″ est   |       |
| Château de Villemonteix                                                                                | Saint-Pardoux-les-Cards     | Creuse                  | Nouvelle-Aquitaine         | classé     | « PA00100183 », notice no PA00100183 | 46° 06′ 28″ nord, 2° 08′ 35″ est   |       |
| Château de Rastignac                                                                                   | La Bachellerie              | Dordogne                | Nouvelle-Aquitaine         | classé     | « PA00082331 », notice no PA00082331 | 45° 08′ 55″ nord, 1° 08′ 21″ est   |       |
| Château de Baneuil                                                                                     | Baneuil                     | Dordogne                | Nouvelle-Aquitaine         | inscrit    | « PA00082334 », notice no PA00082334 | 44° 51′ 09″ nord, 0° 41′ 24″ est   |       |
| Château de Connezac                                                                                    | Connezac                    | Dordogne                | Nouvelle-Aquitaine         | inscrit    | « PA00082498 », notice no PA00082498 | 45° 30′ 15″ nord, 0° 31′ 26″ est   |       |
| Maison Le Touron                                                                                       | Domme                       | Dordogne                | Nouvelle-Aquitaine         | inscrit    | « PA00082521 », notice no PA00082521 | 44° 47′ 58″ nord, 1° 12′ 25″ est   |       |
| Abri Audi                                                                                              | Les Eyzies-de-Tayac-Sireuil | Dordogne                | Nouvelle-Aquitaine         | inscrit    | « PA00082532 », notice no PA00082532 | 44° 56′ 12″ nord, 1° 00′ 59″ est   |       |
| Église Saint-Côme-et-Saint-Damien de Boulouneix                                                        | Brantôme en Périgord        | Dordogne                | Nouvelle-Aquitaine         | inscrit    | « PA00082565 », notice no PA00082565 | 45° 22′ 42″ nord, 0° 34′ 49″ est   |       |
| Ancien palais des Évêques                                                                              | Issigeac                    | Dordogne                | Nouvelle-Aquitaine         | inscrit    | « PA00082583 », notice no PA00082583 | 44° 43′ 51″ nord, 0° 36′ 25″ est   |       |
| Ancienne prévôté                                                                                       | Issigeac                    | Dordogne                | Nouvelle-Aquitaine         | inscrit    | « PA00082584 », notice no PA00082584 | 44° 43′ 47″ nord, 0° 36′ 19″ est   |       |
| Maison gothique                                                                                        | Issigeac                    | Dordogne                | Nouvelle-Aquitaine         | inscrit    | « PA00082582 », notice no PA00082582 | 44° 43′ 46″ nord, 0° 36′ 24″ est   |       |
| Porte des fortifications dite Porte Romaine, ou Porte de Bergerac                                      | Lalinde                     | Dordogne                | Nouvelle-Aquitaine         | inscrit    | « PA00082600 », notice no PA00082600 | 44° 50′ 10″ nord, 0° 44′ 11″ est   |       |
| Château de Nanthiat                                                                                    | Nanthiat                    | Dordogne                | Nouvelle-Aquitaine         | inscrit    | « PA00082711 », notice no PA00082711 | 45° 24′ 25″ nord, 0° 59′ 03″ est   |       |
| Maison du Thouin                                                                                       | Périgueux                   | Dordogne                | Nouvelle-Aquitaine         | inscrit    | « PA00082741 », notice no PA00082741 | 45° 10′ 59″ nord, 0° 43′ 23″ est   |       |
| Hôtel                                                                                                  | Périgueux                   | Dordogne                | Nouvelle-Aquitaine         | inscrit    | « PA00082746 », notice no PA00082746 | 45° 11′ 00″ nord, 0° 43′ 18″ est   |       |
| Hôtel                                                                                                  | Périgueux                   | Dordogne                | Nouvelle-Aquitaine         | inscrit    | « PA00082747 », notice no PA00082747 | 45° 10′ 59″ nord, 0° 43′ 19″ est   |       |
| Tour de Piégut                                                                                         | Piégut-Pluviers             | Dordogne                | Nouvelle-Aquitaine         | inscrit    | « PA00082766 », notice no PA00082766 | 45° 37′ 18″ nord, 0° 41′ 12″ est   |       |
| Château de la Roussie                                                                                  | Proissans                   | Dordogne                | Nouvelle-Aquitaine         | inscrit    | « PA00082775 », notice no PA00082775 | 44° 55′ 14″ nord, 1° 15′ 10″ est   |       |
| Église Saint-Pierre de Faye                                                                            | Ribérac                     | Dordogne                | Nouvelle-Aquitaine         | inscrit    | « PA00082780 », notice no PA00082780 | 45° 15′ 10″ nord, 0° 19′ 15″ est   |       |
| Église Sainte-Eulalie                                                                                  | Saint-Aulaye                | Dordogne                | Nouvelle-Aquitaine         | inscrit    | « PA00082807 », notice no PA00082807 | 45° 12′ 21″ nord, 0° 08′ 16″ est   |       |
| Gisement préhistorique de Saint-Avit-Sénieur (Combe-Capelle)                                           | Saint-Avit-Sénieur          | Dordogne                | Nouvelle-Aquitaine         | classé     | « PA00082810 », notice no PA00082810 | 44° 45′ 11″ nord, 0° 51′ 00″ est   |       |
| Château de Cipières ou château de Lacypierre                                                           | Saint-Crépin-et-Carlucet    | Dordogne                | Nouvelle-Aquitaine         | inscrit    | « PA00082814 », notice no PA00082814 | 44° 57′ 33″ nord, 1° 16′ 40″ est   |       |
| Château de la Renaudie                                                                                 | Saint-Front-la-Rivière      | Dordogne                | Nouvelle-Aquitaine         | inscrit    | « PA00082833 », notice no PA00082833 | 45° 26′ 50″ nord, 0° 43′ 33″ est   |       |
| Église Saint-Jean-Baptiste                                                                             | Saint-Jean-d'Eyraud         | Dordogne                | Nouvelle-Aquitaine         | inscrit    | « PA00082848 », notice no PA00082848 | 44° 57′ 16″ nord, 0° 27′ 09″ est   |       |
| Château de Vieillecour                                                                                 | Saint-Pierre-de-Frugie      | Dordogne                | Nouvelle-Aquitaine         | inscrit    | « PA00082892 », notice no PA00082892 | 45° 35′ 17″ nord, 1° 01′ 06″ est   |       |
| Église Saint-Vincent                                                                                   | Saint-Vincent-le-Paluel     | Dordogne                | Nouvelle-Aquitaine         | inscrit    | « PA00082909 », notice no PA00082909 | 44° 53′ 30″ nord, 1° 17′ 11″ est   |       |
| Ancien Hôpital général de Sarlat                                                                       | Sarlat-la-Canéda            | Dordogne                | Nouvelle-Aquitaine         | inscrit    | « PA00082933 », notice no PA00082933 | 44° 53′ 33″ nord, 1° 12′ 51″ est   |       |
| Maison                                                                                                 | Sarlat-la-Canéda            | Dordogne                | Nouvelle-Aquitaine         | inscrit    | « PA00082977 », notice no PA00082977 | 44° 53′ 22″ nord, 1° 13′ 00″ est   |       |
| Maison                                                                                                 | Sarlat-la-Canéda            | Dordogne                | Nouvelle-Aquitaine         | inscrit    | « PA00082986 », notice no PA00082986 | 44° 53′ 19″ nord, 1° 12′ 59″ est   |       |
| Immeuble                                                                                               | Sarlat-la-Canéda            | Dordogne                | Nouvelle-Aquitaine         | inscrit    | « PA00082946 », notice no PA00082946 | 44° 53′ 26″ nord, 1° 12′ 57″ est   |       |
| Immeuble                                                                                               | Sarlat-la-Canéda            | Dordogne                | Nouvelle-Aquitaine         | inscrit    | « PA00082958 », notice no PA00082958 | 44° 53′ 21″ nord, 1° 13′ 04″ est   |       |
| Hôtel de Mirandol                                                                                      | Sarlat-la-Canéda            | Dordogne                | Nouvelle-Aquitaine         | classé     | « PA00082970 », notice no PA00082970 | 44° 53′ 26″ nord, 1° 12′ 58″ est   |       |
| Croix de la Bouquerie                                                                                  | Sarlat-la-Canéda            | Dordogne                | Nouvelle-Aquitaine         | inscrit    | « PA00082927 », notice no PA00082927 | 44° 53′ 26″ nord, 1° 13′ 07″ est   |       |
| Hôtel de Vacquier de Lamotte                                                                           | Sarlat-la-Canéda            | Dordogne                | Nouvelle-Aquitaine         | inscrit    | « PA00082978 », notice no PA00082978 | 44° 53′ 21″ nord, 1° 13′ 01″ est   |       |
| Église Saint-Pierre-ès-Liens                                                                           | Siorac-de-Ribérac           | Dordogne                | Nouvelle-Aquitaine         | inscrit    | « PA00083004 », notice no PA00083004 | 45° 11′ 51″ nord, 0° 21′ 27″ est   |       |
| Palais Delphinal (ancien)                                                                              | Saint-Donat-sur-l'Herbasse  | Drôme                   | Auvergne-Rhône-Alpes       | classé     | « PA00117049 », notice no PA00117049 | 45° 07′ 20″ nord, 4° 58′ 59″ est   |       |
| Église Saint-Martin de Bouville                                                                        | Bouville                    | Essonne                 | Île-de-France              | inscrit    | « PA00087831 », notice no PA00087831 | 48° 25′ 53″ nord, 2° 17′ 04″ est   |       |
| Château de Villiers-le-Bâcle                                                                           | Villiers-le-Bâcle           | Essonne                 | Île-de-France              | inscrit    | « PA00088043 », notice no PA00088043 | 48° 43′ 27″ nord, 2° 07′ 42″ est   |       |
| Château d'Acquigny                                                                                     | Acquigny                    | Eure                    | Normandie                  | classé     | « PA00099290 », notice no PA00099290 | 49° 10′ 20″ nord, 1° 11′ 15″ est   |       |
| Château                                                                                                | Châteaudun                  | Eure-et-Loir            | Centre-Val de Loire        | inscrit    | « PA00097021 », notice no PA00097021 | 48° 04′ 15″ nord, 1° 19′ 25″ est   |       |
| Église Saint-Goulven de Goulven                                                                        | Goulven                     | Finistère               | Bretagne                   | classé     | « PA00089981 », notice no PA00089981 | 48° 37′ 45″ nord, 4° 18′ 06″ ouest |       |
| Château de Bagatelle                                                                                   | Saint-Martin-des-Champs     | Finistère               | Bretagne                   | inscrit    | « PA00090422 », notice no PA00090422 | 48° 33′ 58″ nord, 3° 51′ 37″ ouest |       |
| Église Saint-Nicaise de Saint-Nic                                                                      | Saint-Nic                   | Finistère               | Bretagne                   | inscrit    | « PA00090423 », notice no PA00090423 | 48° 12′ 06″ nord, 4° 17′ 01″ ouest |       |
| Chapelle Saint-Côme de Saint-Nic                                                                       | Saint-Nic                   | Finistère               | Bretagne                   | inscrit    | « PA00090424 », notice no PA00090424 | 48° 11′ 38″ nord, 4° 17′ 13″ ouest |       |
| Hôtel de Roys de Lédignan                                                                              | Beaucaire                   | Gard                    | Occitanie                  | inscrit    | « PA00102987 », notice no PA00102987 | 43° 48′ 25″ nord, 4° 38′ 46″ est   |       |
| Immeuble                                                                                               | Beaucaire                   | Gard                    | Occitanie                  | inscrit    | « PA00102988 », notice no PA00102988 | 43° 48′ 28″ nord, 4° 38′ 46″ est   |       |
| Portail surmonté d'un balcon en fer forgé                                                              | Beaucaire                   | Gard                    | Occitanie                  | inscrit    | « PA00102991 », notice no PA00102991 | 43° 48′ 23″ nord, 4° 38′ 46″ est   |       |
| Immeuble                                                                                               | Beaucaire                   | Gard                    | Occitanie                  | inscrit    | « PA00102996 », notice no PA00102996 | 43° 48′ 29″ nord, 4° 38′ 46″ est   |       |
| Maison                                                                                                 | Beaucaire                   | Gard                    | Occitanie                  | inscrit    | « PA00103004 », notice no PA00103004 | 43° 48′ 28″ nord, 4° 38′ 44″ est   |       |
| Maison                                                                                                 | Beaucaire                   | Gard                    | Occitanie                  | inscrit    | « PA00103005 », notice no PA00103005 | 43° 48′ 28″ nord, 4° 38′ 45″ est   |       |
| Tour-escalier intérieure                                                                               | Beaucaire                   | Gard                    | Occitanie                  | inscrit    | « PA00103012 », notice no PA00103012 | 43° 48′ 28″ nord, 4° 38′ 27″ est   |       |
| Œil-de-bœuf architecturé                                                                               | Beaucaire                   | Gard                    | Occitanie                  | inscrit    | « PA00103017 », notice no PA00103017 | 43° 48′ 31″ nord, 4° 38′ 45″ est   |       |
| Portail de la chapelle Saint-Pierre-de-Rives                                                           | Beaucaire                   | Gard                    | Occitanie                  | inscrit    | « PA00102979 », notice no PA00102979 | 43° 48′ 27″ nord, 4° 38′ 50″ est   |       |
| Immeuble                                                                                               | Beaucaire                   | Gard                    | Occitanie                  | inscrit    | « PA00102993 », notice no PA00102993 | 43° 48′ 27″ nord, 4° 38′ 50″ est   |       |
| Immeuble                                                                                               | Beaucaire                   | Gard                    | Occitanie                  | inscrit    | « PA00102995 », notice no PA00102995 | 43° 48′ 29″ nord, 4° 38′ 46″ est   |       |
| Immeuble                                                                                               | Beaucaire                   | Gard                    | Occitanie                  | inscrit    | « PA00103001 », notice no PA00103001 | 43° 48′ 30″ nord, 4° 38′ 47″ est   |       |
| Maison                                                                                                 | Beaucaire                   | Gard                    | Occitanie                  | inscrit    | « PA00103007 », notice no PA00103007 | 43° 48′ 28″ nord, 4° 38′ 46″ est   |       |
| Hôtel particulier                                                                                      | Beaucaire                   | Gard                    | Occitanie                  | inscrit    | « PA00102985 », notice no PA00102985 | 43° 48′ 25″ nord, 4° 38′ 39″ est   |       |
| Immeuble, angle rues Eugène Vigne & Barbès                                                             | Beaucaire                   | Gard                    | Occitanie                  | inscrit    | « PA00102992 », notice no PA00102992 | 43° 48′ 24″ nord, 4° 38′ 47″ est   |       |
| Immeuble                                                                                               | Beaucaire                   | Gard                    | Occitanie                  | inscrit    | « PA00102998 », notice no PA00102998 | 43° 48′ 32″ nord, 4° 38′ 35″ est   |       |
| Maison                                                                                                 | Beaucaire                   | Gard                    | Occitanie                  | inscrit    | « PA00103006 », notice no PA00103006 | 43° 48′ 28″ nord, 4° 38′ 45″ est   |       |
| Maison                                                                                                 | Beaucaire                   | Gard                    | Occitanie                  | inscrit    | « PA00103009 », notice no PA00103009 | 43° 48′ 29″ nord, 4° 38′ 47″ est   |       |
| Bas-relief Renaissance                                                                                 | Beaucaire                   | Gard                    | Occitanie                  | inscrit    | « PA00103013 », notice no PA00103013 | 43° 48′ 28″ nord, 4° 38′ 27″ est   |       |
| Escalier sur cour intérieure                                                                           | Beaucaire                   | Gard                    | Occitanie                  | inscrit    | « PA00103015 », notice no PA00103015 | 43° 48′ 31″ nord, 4° 38′ 39″ est   |       |
| Hôtel particulier dit « Maison Aimery »                                                                | Beaucaire                   | Gard                    | Occitanie                  | inscrit    | « PA00103016 », notice no PA00103016 | 43° 48′ 30″ nord, 4° 38′ 43″ est   |       |
| Niche d'angle avec statue de saint Jean-Baptiste                                                       | Beaucaire                   | Gard                    | Occitanie                  | inscrit    | « PA00103021 », notice no PA00103021 | 43° 48′ 30″ nord, 4° 38′ 46″ est   |       |
| Niche (avec autrefois une statue de saint Marc, aujourd'hui disparue)                                  | Beaucaire                   | Gard                    | Occitanie                  | inscrit    | « PA00102989 », notice no PA00102989 | 43° 48′ 30″ nord, 4° 38′ 33″ est   |       |
| Immeuble                                                                                               | Beaucaire                   | Gard                    | Occitanie                  | inscrit    | « PA00102997 », notice no PA00102997 | 43° 48′ 30″ nord, 4° 38′ 46″ est   |       |
| Hôtel de Clausonnette                                                                                  | Beaucaire                   | Gard                    | Occitanie                  | inscrit    | « PA00103000 », notice no PA00103000 | 43° 48′ 30″ nord, 4° 38′ 41″ est   |       |
| Niche d'angle avec statue de la Vierge                                                                 | Beaucaire                   | Gard                    | Occitanie                  | inscrit    | « PA00103020 », notice no PA00103020 | 43° 48′ 28″ nord, 4° 38′ 46″ est   |       |
| Chapelle Saint-Joseph du Mas Saint-Joseph                                                              | Beaucaire                   | Gard                    | Occitanie                  | inscrit    | « PA00102976 », notice no PA00102976 | 43° 45′ 18″ nord, 4° 33′ 57″ est   |       |
| Immeuble                                                                                               | Beaucaire                   | Gard                    | Occitanie                  | inscrit    | « PA00102999 », notice no PA00102999 | 43° 48′ 32″ nord, 4° 38′ 36″ est   |       |
| Maison                                                                                                 | Beaucaire ]                 | Gard                    | Occitanie                  | inscrit    | « PA00103008 », notice no PA00103008 | 43° 48′ 28″ nord, 4° 38′ 46″ est   |       |
| Fenêtre à meneau du XVe siècle                                                                         | Beaucaire                   | Gard                    | Occitanie                  | inscrit    | « PA00103010 », notice no PA00103010 | 43° 48′ 29″ nord, 4° 38′ 25″ est   |       |
| Maison du Roi                                                                                          | Pont-Saint-Esprit           | Gard                    | Occitanie                  | inscrit    | « PA00103166 », notice no PA00103166 | 44° 15′ 31″ nord, 4° 39′ 01″ est   |       |
| Église Saint-Leu de Bernède                                                                            | Bernède                     | Gers                    | Occitanie                  | inscrit    | « PA00094739 », notice no PA00094739 | 43° 40′ 11″ nord, 0° 13′ 14″ ouest |       |
| Église d'Espagnet                                                                                      | Caupenne-d'Armagnac         | Gers                    | Occitanie                  | classé     | « PA00094763 », notice no PA00094763 | 43° 46′ 15″ nord, 0° 04′ 21″ ouest |       |
| Église Saint-Martin                                                                                    | Ammerschwihr                | Haut-Rhin               | Grand Est                  | inscrit    | « PA00085325 », notice no PA00085325 | 48° 07′ 38″ nord, 7° 16′ 54″ est   |       |
| Ancien hôpital                                                                                         | Colmar                      | Haut-Rhin               | Grand Est                  | inscrit    | « PA00085371 », notice no PA00085371 | 48° 04′ 35″ nord, 7° 21′ 40″ est   |       |
| Monument à l'amiral Bruat                                                                              | Colmar                      | Haut-Rhin               | Grand Est                  | classé     | « PA00085407 », notice no PA00085407 | 48° 04′ 32″ nord, 7° 21′ 10″ est   |       |
| Maison Hoffner (ou Haffner)                                                                            | Kaysersberg                 | Haut-Rhin               | Grand Est                  | inscrit    | « PA00085480 », notice no PA00085480 | 48° 08′ 17″ nord, 7° 15′ 45″ est   |       |
| Maison                                                                                                 | Kaysersberg                 | Haut-Rhin               | Grand Est                  | inscrit    | « PA00085481 », notice no PA00085481 | 48° 08′ 15″ nord, 7° 15′ 52″ est   |       |
| Immeuble                                                                                               | Kaysersberg                 | Haut-Rhin               | Grand Est                  | inscrit    | « PA00085482 », notice no PA00085482 | 48° 08′ 19″ nord, 7° 15′ 46″ est   |       |
| Maison Keith                                                                                           | Kaysersberg                 | Haut-Rhin               | Grand Est                  | inscrit    | « PA00085483 », notice no PA00085483 | 48° 08′ 21″ nord, 7° 15′ 47″ est   |       |
| Monastère                                                                                              | Kaysersberg                 | Haut-Rhin               | Grand Est                  | inscrit    | « PA00085491 », notice no PA00085491 | 48° 08′ 15″ nord, 7° 15′ 53″ est   |       |
| Notre-Dame du Scapulaire (chapelle de l'Oberhof)                                                       | Kaysersberg                 | Haut-Rhin               | Grand Est                  | classé     | « PA00085472 », notice no PA00085472 | 48° 08′ 25″ nord, 7° 15′ 38″ est   |       |
| Maison Thalinger                                                                                       | Riquewihr                   | Haut-Rhin               | Grand Est                  | inscrit    | « PA00085624 », notice no PA00085624 | 48° 10′ 02″ nord, 7° 17′ 44″ est   |       |
| Maison Ehrhard                                                                                         | Thann                       | Haut-Rhin               | Grand Est                  | inscrit    | « PA00085702 », notice no PA00085702 | 47° 48′ 41″ nord, 7° 06′ 05″ est   |       |
| Château                                                                                                | Walbach                     | Haut-Rhin               | Grand Est                  | inscrit    | « PA00085728 », notice no PA00085728 | 48° 03′ 52″ nord, 7° 13′ 15″ est   |       |
| Château de Brax                                                                                        | Brax                        | Haute-Garonne           | Occitanie                  | inscrit    | « PA00094297 », notice no PA00094297 | 43° 37′ 02″ nord, 1° 14′ 28″ est   |       |
| Pigeonnier du Bouyssou                                                                                 | Cintegabelle                | Haute-Garonne           | Occitanie                  | classé     | « PA00094317 », notice no PA00094317 | 43° 19′ 32″ nord, 1° 33′ 28″ est   |       |
| Église Sainte-Marie-Madeleine                                                                          | Pibrac                      | Haute-Garonne           | Occitanie                  | inscrit    | « PA00094419 », notice no PA00094419 | 43° 37′ 10″ nord, 1° 17′ 08″ est   |       |
| Ruines antiques de Saint-Bertrand-de-Comminges                                                         | Saint-Bertrand-de-Comminges | Haute-Garonne           | Occitanie                  | classé     | « PA00094450 », notice no PA00094450 | 43° 01′ 47″ nord, 0° 34′ 24″ est   |       |
| Chapelle Saint-Jean-des-Vignes                                                                         | Saint-Plancard              | Haute-Garonne           | Occitanie                  | classé     | « PA00094474 », notice no PA00094474 | 43° 10′ 19″ nord, 0° 34′ 27″ est   |       |
| Château de Rochemontès                                                                                 | Seilh                       | Haute-Garonne           | Occitanie                  | inscrit    | « PA00094489 », notice no PA00094489 | 43° 42′ 26″ nord, 1° 20′ 58″ est   |       |
| Maison                                                                                                 | Toulouse                    | Haute-Garonne           | Occitanie                  | inscrit    | « PA00094623 », notice no PA00094623 | 43° 35′ 48″ nord, 1° 26′ 56″ est   |       |
| Fontaine de la Trinité                                                                                 | Toulouse                    | Haute-Garonne           | Occitanie                  | inscrit    | « PA00094526 », notice no PA00094526 | 43° 35′ 59″ nord, 1° 26′ 39″ est   |       |
| Collège Saint-Rome                                                                                     | Toulouse                    | Haute-Garonne           | Occitanie                  | inscrit    | « PA00094509 », notice no PA00094509 | 43° 36′ 08″ nord, 1° 26′ 38″ est   |       |
| Immeuble                                                                                               | Toulouse                    | Haute-Garonne           | Occitanie                  | inscrit    | « PA00094593 », notice no PA00094593 | 43° 35′ 53″ nord, 1° 26′ 56″ est   |       |
| Maison Empire                                                                                          | Toulouse                    | Haute-Garonne           | Occitanie                  | inscrit    | « PA00094622 », notice no PA00094622 | 43° 35′ 59″ nord, 1° 26′ 38″ est   |       |
| Hôtel d'Olmières                                                                                       | Toulouse                    | Haute-Garonne           | Occitanie                  | inscrit    | « PA00094561 », notice no PA00094561 | 43° 36′ 01″ nord, 1° 26′ 27″ est   |       |
| Hôtel de Pénautier                                                                                     | Toulouse                    | Haute-Garonne           | Occitanie                  | inscrit    | « PA00094562 », notice no PA00094562 | 43° 35′ 47″ nord, 1° 26′ 58″ est   |       |
| Église Saint-Georges de Bourguignon-lès-Conflans                                                       | Bourguignon-lès-Conflans    | Haute-Saône             | Bourgogne-Franche-Comté    | inscrit    | « PA00102123 », notice no PA00102123 | 47° 48′ 22″ nord, 6° 09′ 52″ est   |       |
| Abbaye Notre-Dame de Bellevaux                                                                         | Cirey                       | Haute-Saône             | Bourgogne-Franche-Comté    | inscrit    | « PA00102137 », notice no PA00102137 | 47° 24′ 16″ nord, 6° 07′ 13″ est   |       |
| Château de Frasne-le-Château                                                                           | Frasne-le-Château           | Haute-Saône             | Bourgogne-Franche-Comté    | inscrit    | « PA00102171 », notice no PA00102171 | 47° 27′ 48″ nord, 5° 53′ 42″ est   |       |
| Église Saint-Étienne de Port-sur-Saône                                                                 | Port-sur-Saône              | Haute-Saône             | Bourgogne-Franche-Comté    | inscrit    | « PA00102254 », notice no PA00102254 | 47° 41′ 20″ nord, 6° 02′ 37″ est   |       |
| Château de Montbrun                                                                                    | Dournazac                   | Haute-Vienne            | Nouvelle-Aquitaine         | inscrit    | « PA00100299 », notice no PA00100299 | 45° 38′ 10″ nord, 0° 53′ 53″ est   |       |
| Hôtel Pétiniaud de Beaupeyrat                                                                          | Limoges                     | Haute-Vienne            | Nouvelle-Aquitaine         | inscrit    | « PA00100358 », notice no PA00100358 | 45° 49′ 47″ nord, 1° 15′ 29″ est   |       |
| Arènes                                                                                                 | Limoges                     | Haute-Vienne            | Nouvelle-Aquitaine         | inscrit    | « PA00100330 », notice no PA00100330 | 45° 49′ 50″ nord, 1° 15′ 06″ est   |       |
| Couvent des Sœurs-de-la-Providence                                                                     | Limoges                     | Haute-Vienne            | Nouvelle-Aquitaine         | inscrit    | « PA00100338 », notice no PA00100338 | 45° 49′ 48″ nord, 1° 15′ 57″ est   |       |
| Maison                                                                                                 | Limoges                     | Haute-Vienne            | Nouvelle-Aquitaine         | inscrit    | « PA00100371 », notice no PA00100371 | 45° 49′ 46″ nord, 1° 15′ 47″ est   |       |
| Maison                                                                                                 | Limoges                     | Haute-Vienne            | Nouvelle-Aquitaine         | inscrit    | « PA00100368 », notice no PA00100368 | 45° 49′ 48″ nord, 1° 15′ 31″ est   |       |
| Couvent des Filles-Notre-Dame                                                                          | Limoges                     | Haute-Vienne            | Nouvelle-Aquitaine         | inscrit    | « PA00100337 », notice no PA00100337 | 45° 49′ 54″ nord, 1° 15′ 25″ est   |       |
| Maison                                                                                                 | Limoges                     | Haute-Vienne            | Nouvelle-Aquitaine         | inscrit    | « PA00100366 », notice no PA00100366 | 45° 49′ 45″ nord, 1° 15′ 51″ est   |       |
| Village martyr                                                                                         | Oradour-sur-Glane           | Haute-Vienne            | Nouvelle-Aquitaine         | classé     | « PA00100409 », notice no PA00100409 | 45° 55′ 44″ nord, 1° 02′ 24″ est   |       |
| Chapelle Sainte-Marie de Névache                                                                       | Névache                     | Hautes-Alpes            | Provence-Alpes-Côte d'Azur | classé     | « PA00080594 », notice no PA00080594 | 45° 02′ 00″ nord, 6° 32′ 54″ est   |       |
| Porte de ville                                                                                         | Galan                       | Hautes-Pyrénées         | Occitanie                  | inscrit    | « PA00095374 », notice no PA00095374 | 43° 13′ 19″ nord, 0° 24′ 23″ est   |       |
| Tour de Garnavie                                                                                       | Lourdes                     | Hautes-Pyrénées         | Occitanie                  | inscrit    | « PA00095390 », notice no PA00095390 | 43° 05′ 42″ nord, 0° 02′ 53″ ouest |       |
| Église Sainte-Thérèse de Tarbes                                                                        | Tarbes                      | Hautes-Pyrénées         | Occitanie                  | inscrit    | « PA00095427 », notice no PA00095427 | 43° 13′ 55″ nord, 0° 04′ 58″ est   |       |
| Château de la Roseraie                                                                                 | Châtenay-Malabry            | Hauts-de-Seine          | Île-de-France              | inscrit    | « PA00088086 », notice no PA00088086 | 48° 45′ 59″ nord, 2° 16′ 44″ est   |       |
| Pont sur la Cadoule                                                                                    | Castries                    | Hérault                 | Occitanie                  | inscrit    | « PA00103412 », notice no PA00103412 | 43° 40′ 17″ nord, 3° 58′ 53″ est   |       |
| Croix de cimetière                                                                                     | Bourgbarré                  | Ille-et-Vilaine         | Bretagne                   | inscrit    | « PA00090507 », notice no PA00090507 | 47° 59′ 49″ nord, 1° 36′ 55″ ouest |       |
| Château de l'Espinay                                                                                   | Champeaux                   | Ille-et-Vilaine         | Bretagne                   | classé     | « PA00090518 », notice no PA00090518 | 48° 08′ 10″ nord, 1° 18′ 47″ ouest |       |
| Croix de cimetière                                                                                     | Châteaubourg                | Ille-et-Vilaine         | Bretagne                   | inscrit    | « PA00090525 », notice no PA00090525 | 48° 07′ 49″ nord, 1° 25′ 19″ ouest |       |
| Calvaire de la Croix                                                                                   | Noyal-Châtillon-sur-Seiche  | Ille-et-Vilaine         | Bretagne                   | inscrit    | « PA00090529 », notice no PA00090529 | 48° 02′ 11″ nord, 1° 39′ 58″ ouest |       |
| Remparts sud et ouest                                                                                  | Fougères                    | Ille-et-Vilaine         | Bretagne                   | inscrit    | « PA00090571 », notice no PA00090571 | 48° 21′ 14″ nord, 1° 12′ 17″ ouest |       |
| Calvaire                                                                                               | L'Hermitage                 | Ille-et-Vilaine         | Bretagne                   | inscrit    | « PA00090600 », notice no PA00090600 | 48° 07′ 32″ nord, 1° 49′ 04″ ouest |       |
| Dolmen de la Pierre courcoulée                                                                         | Landéan                     | Ille-et-Vilaine         | Bretagne                   | classé     | « PA00090609 », notice no PA00090609 | 48° 23′ 41″ nord, 1° 11′ 03″ ouest |       |
| Dolmen de la Pierre du trésor                                                                          | Landéan                     | Ille-et-Vilaine         | Bretagne                   | classé     | « PA00090611 », notice no PA00090611 | 48° 23′ 48″ nord, 1° 09′ 35″ ouest |       |
| Croix de cimetière                                                                                     | Pacé                        | Ille-et-Vilaine         | Bretagne                   | inscrit    | « PA00090648 », notice no PA00090648 | 48° 08′ 54″ nord, 1° 46′ 08″ ouest |       |
| Maison de la Chouette                                                                                  | Rennes                      | Ille-et-Vilaine         | Bretagne                   | inscrit    | « PA00090736 », notice no PA00090736 | 48° 06′ 40″ nord, 1° 41′ 02″ ouest |       |
| Croix de cimetière                                                                                     | Le Rheu                     | Ille-et-Vilaine         | Bretagne                   | inscrit    | « PA00090757 », notice no PA00090757 | 48° 04′ 49″ nord, 1° 46′ 29″ ouest |       |
| Croix de cimetière                                                                                     | Saint-Erblon                | Ille-et-Vilaine         | Bretagne                   | inscrit    | « PA00090777 », notice no PA00090777 | 48° 01′ 10″ nord, 1° 39′ 16″ ouest |       |
| Croix de cimetière                                                                                     | Saint-Grégoire              | Ille-et-Vilaine         | Bretagne                   | inscrit    | « PA00090784 », notice no PA00090784 | 48° 09′ 12″ nord, 1° 40′ 53″ ouest |       |
| Cathédrale Saint-Vincent                                                                               | Saint-Malo                  | Ille-et-Vilaine         | Bretagne                   | inscrit    | « PA00090798 », notice no PA00090798 | 48° 38′ 58″ nord, 2° 01′ 32″ ouest |       |
| Hôtel André Desilles                                                                                   | Saint-Malo                  | Ille-et-Vilaine         | Bretagne                   | inscrit    | « PA00090812 », notice no PA00090812 | 48° 38′ 52″ nord, 2° 01′ 33″ ouest |       |
| Abbaye Saint-Benoît, actuel Palais de justice                                                          | Saint-Malo                  | Ille-et-Vilaine         | Bretagne                   | inscrit    | « PA00090797 », notice no PA00090797 | 48° 39′ 00″ nord, 2° 01′ 35″ ouest |       |
| Hôtel Trublet de Nermont                                                                               | Saint-Malo                  | Ille-et-Vilaine         | Bretagne                   | inscrit    | « PA00090824 », notice no PA00090824 | 48° 38′ 50″ nord, 2° 01′ 27″ ouest |       |
| Maison                                                                                                 | Saint-Malo                  | Ille-et-Vilaine         | Bretagne                   | inscrit    | « PA00090829 », notice no PA00090829 | 48° 39′ 02″ nord, 2° 01′ 30″ ouest |       |
| Maison                                                                                                 | Saint-Malo                  | Ille-et-Vilaine         | Bretagne                   | inscrit    | « PA00090830 », notice no PA00090830 | 48° 39′ 03″ nord, 2° 01′ 30″ ouest |       |
| Maison                                                                                                 | Saint-Malo                  | Ille-et-Vilaine         | Bretagne                   | inscrit    | « PA00090832 », notice no PA00090832 | 48° 38′ 48″ nord, 2° 01′ 36″ ouest |       |
| Maison                                                                                                 | Saint-Malo                  | Ille-et-Vilaine         | Bretagne                   | inscrit    | « PA00090856 », notice no PA00090856 | 48° 38′ 55″ nord, 2° 01′ 38″ ouest |       |
| Maison                                                                                                 | Saint-Malo                  | Ille-et-Vilaine         | Bretagne                   | inscrit    | « PA00090866 », notice no PA00090866 | 48° 39′ 01″ nord, 2° 01′ 26″ ouest |       |
| Chapelle Saint-Aaron                                                                                   | Saint-Malo                  | Ille-et-Vilaine         | Bretagne                   | inscrit    | « PA00090799 », notice no PA00090799 | 48° 39′ 02″ nord, 2° 01′ 33″ ouest |       |
| Couvent des Récollets                                                                                  | Saint-Malo                  | Ille-et-Vilaine         | Bretagne                   | inscrit    | « PA00090805 », notice no PA00090805 | 48° 38′ 49″ nord, 2° 01′ 34″ ouest |       |
| Hôtel de la Grassinaye                                                                                 | Saint-Malo                  | Ille-et-Vilaine         | Bretagne                   | inscrit    | « PA00090816 », notice no PA00090816 | 48° 38′ 48″ nord, 2° 01′ 31″ ouest |       |
| Maison                                                                                                 | Saint-Malo                  | Ille-et-Vilaine         | Bretagne                   | inscrit    | « PA00090825 », notice no PA00090825 | 48° 38′ 55″ nord, 2° 01′ 30″ ouest |       |
| Immeuble                                                                                               | Saint-Malo                  | Ille-et-Vilaine         | Bretagne                   | inscrit    | « PA00090842 », notice no PA00090842 | 48° 39′ 03″ nord, 2° 01′ 33″ ouest |       |
| Maison                                                                                                 | Saint-Malo                  | Ille-et-Vilaine         | Bretagne                   | inscrit    | « PA00090844 », notice no PA00090844 | 48° 39′ 03″ nord, 2° 01′ 32″ ouest |       |
| Maison                                                                                                 | Saint-Malo                  | Ille-et-Vilaine         | Bretagne                   | inscrit    | « PA00090857 », notice no PA00090857 | 48° 38′ 55″ nord, 2° 01′ 29″ ouest |       |
| Église Saint-Sauveur                                                                                   | Saint-Malo                  | Ille-et-Vilaine         | Bretagne                   | inscrit    | « PA00090808 », notice no PA00090808 | 48° 38′ 50″ nord, 2° 01′ 39″ ouest |       |
| Hôtel de la Bertaudière                                                                                | Saint-Malo                  | Ille-et-Vilaine         | Bretagne                   | inscrit    | « PA00090822 », notice no PA00090822 | 48° 39′ 01″ nord, 2° 01′ 38″ ouest |       |
| Maison                                                                                                 | Saint-Malo                  | Ille-et-Vilaine         | Bretagne                   | inscrit    | « PA00090834 », notice no PA00090834 | 48° 38′ 49″ nord, 2° 01′ 31″ ouest |       |
| Maison du Gouverneur                                                                                   | Saint-Malo                  | Ille-et-Vilaine         | Bretagne                   | inscrit    | « PA00090835 », notice no PA00090835 | 48° 38′ 50″ nord, 2° 01′ 31″ ouest |       |
| Immeuble                                                                                               | Saint-Malo                  | Ille-et-Vilaine         | Bretagne                   | inscrit    | « PA00090843 », notice no PA00090843 | 48° 38′ 54″ nord, 2° 01′ 36″ ouest |       |
| Maison                                                                                                 | Saint-Malo                  | Ille-et-Vilaine         | Bretagne                   | inscrit    | « PA00090851 », notice no PA00090851 | 48° 38′ 47″ nord, 2° 01′ 34″ ouest |       |
| Maison                                                                                                 | Saint-Malo                  | Ille-et-Vilaine         | Bretagne                   | inscrit    | « PA00090828 », notice no PA00090828 | 48° 39′ 04″ nord, 2° 01′ 29″ ouest |       |
| Maison                                                                                                 | Saint-Malo                  | Ille-et-Vilaine         | Bretagne                   | inscrit    | « PA00090831 », notice no PA00090831 | 48° 38′ 47″ nord, 2° 01′ 35″ ouest |       |
| Maison                                                                                                 | Saint-Malo                  | Ille-et-Vilaine         | Bretagne                   | inscrit    | « PA00090836 », notice no PA00090836 | 48° 38′ 54″ nord, 2° 01′ 27″ ouest |       |
| Maison                                                                                                 | Saint-Malo                  | Ille-et-Vilaine         | Bretagne                   | inscrit    | « PA00090852 », notice no PA00090852 | 48° 38′ 53″ nord, 2° 01′ 30″ ouest |       |
| Maison                                                                                                 | Saint-Malo                  | Ille-et-Vilaine         | Bretagne                   | inscrit    | « PA00090854 », notice no PA00090854 | 48° 39′ 03″ nord, 2° 01′ 31″ ouest |       |
| Maison                                                                                                 | Saint-Malo                  | Ille-et-Vilaine         | Bretagne                   | inscrit    | « PA00090855 », notice no PA00090855 | 48° 38′ 55″ nord, 2° 01′ 30″ ouest |       |
| Maison                                                                                                 | Saint-Malo                  | Ille-et-Vilaine         | Bretagne                   | inscrit    | « PA00090858 », notice no PA00090858 | 48° 38′ 50″ nord, 2° 01′ 35″ ouest |       |
| Maison                                                                                                 | Saint-Malo                  | Ille-et-Vilaine         | Bretagne                   | inscrit    | « PA00090859 », notice no PA00090859 | 48° 39′ 01″ nord, 2° 01′ 37″ ouest |       |
| Maison                                                                                                 | Saint-Malo                  | Ille-et-Vilaine         | Bretagne                   | inscrit    | « PA00090860 », notice no PA00090860 | 48° 39′ 01″ nord, 2° 01′ 37″ ouest |       |
| Maison                                                                                                 | Saint-Malo                  | Ille-et-Vilaine         | Bretagne                   | inscrit    | « PA00090865 », notice no PA00090865 | 48° 39′ 02″ nord, 2° 01′ 28″ ouest |       |
| Maison                                                                                                 | Saint-Malo                  | Ille-et-Vilaine         | Bretagne                   | inscrit    | « PA00090867 », notice no PA00090867 | 48° 38′ 48″ nord, 2° 01′ 31″ ouest |       |
| Maison                                                                                                 | Saint-Malo                  | Ille-et-Vilaine         | Bretagne                   | inscrit    | « PA00090868 », notice no PA00090868 | 48° 39′ 03″ nord, 2° 01′ 33″ ouest |       |
| Château de l'Islette                                                                                   | Cheillé                     | Indre-et-Loire          | Centre-Val de Loire        | classé     | « PA00097649 », notice no PA00097649 | 47° 16′ 03″ nord, 0° 26′ 03″ est   |       |
| Château de la Farinière                                                                                | Cinq-Mars-la-Pile           | Indre-et-Loire          | Centre-Val de Loire        | inscrit    | « PA00097699 », notice no PA00097699 | 47° 21′ 08″ nord, 0° 28′ 29″ est   |       |
| Église Saint-Germain de Civray-de-Touraine                                                             | Civray-de-Touraine          | Indre-et-Loire          | Centre-Val de Loire        | classé     | « PA00097706 », notice no PA00097706 | 47° 19′ 53″ nord, 1° 02′ 58″ est   |       |
| Manoir de la Cour-Neuve                                                                                | Huismes                     | Indre-et-Loire          | Centre-Val de Loire        | inscrit    | « PA00097780 », notice no PA00097780 | 47° 14′ 16″ nord, 0° 15′ 18″ est   |       |
| Couvent des Cordeliers de L'Île-Bouchard                                                               | L'Île-Bouchard              | Indre-et-Loire          | Centre-Val de Loire        | inscrit    | « PA00097781 », notice no PA00097781 | 47° 07′ 02″ nord, 0° 25′ 40″ est   |       |
| Château de Beaulieu                                                                                    | Joué-lès-Tours              | Indre-et-Loire          | Centre-Val de Loire        | inscrit    | « PA00097787 », notice no PA00097787 | 47° 21′ 45″ nord, 0° 39′ 38″ est   |       |
| Château du Pressoir                                                                                    | Panzoult                    | Indre-et-Loire          | Centre-Val de Loire        | inscrit    | « PA00097902 », notice no PA00097902 | 47° 09′ 08″ nord, 0° 23′ 05″ est   |       |
| Château de l'Olivier                                                                                   | Rochecorbon                 | Indre-et-Loire          | Centre-Val de Loire        | inscrit    | « PA00098042 », notice no PA00098042 | 47° 24′ 23″ nord, 0° 44′ 09″ est   |       |
| Château de Vaufoinard                                                                                  | Rochecorbon                 | Indre-et-Loire          | Centre-Val de Loire        | inscrit    | « PA00098043 », notice no PA00098043 | 47° 25′ 08″ nord, 0° 44′ 53″ est   |       |
| Manoir de la Grand'Cour                                                                                | Saint-Avertin               | Indre-et-Loire          | Centre-Val de Loire        | inscrit    | « PA00098058 », notice no PA00098058 | 47° 21′ 25″ nord, 0° 42′ 55″ est   |       |
| Église Saint-Martin de Semblancay                                                                      | Semblançay                  | Indre-et-Loire          | Centre-Val de Loire        | inscrit    | « PA00098108 », notice no PA00098108 | 47° 29′ 55″ nord, 0° 34′ 47″ est   |       |
| Abbaye Saint-Martin                                                                                    | Tours                       | Indre-et-Loire          | Centre-Val de Loire        | inscrit    | « PA00098131 », notice no PA00098131 | 47° 23′ 31″ nord, 0° 41′ 02″ est   |       |
| Chapelle Saint-Libert                                                                                  | Tours                       | Indre-et-Loire          | Centre-Val de Loire        | inscrit    | « PA00098154 », notice no PA00098154 | 47° 23′ 51″ nord, 0° 41′ 51″ est   |       |
| Hôtel Liebert de Nitray                                                                                | Tours                       | Indre-et-Loire          | Centre-Val de Loire        | inscrit    | « PA00098173 », notice no PA00098173 | 47° 23′ 40″ nord, 0° 41′ 36″ est   |       |
| Hôtel                                                                                                  | Tours                       | Indre-et-Loire          | Centre-Val de Loire        | inscrit    | « PA00098183 », notice no PA00098183 | 47° 23′ 46″ nord, 0° 41′ 23″ est   |       |
| Hôtellerie du Panier Fleury                                                                            | Tours                       | Indre-et-Loire          | Centre-Val de Loire        | inscrit    | « PA00098191 », notice no PA00098191 | 47° 23′ 37″ nord, 0° 41′ 00″ est   |       |
| Maison                                                                                                 | Tours                       | Indre-et-Loire          | Centre-Val de Loire        | inscrit    | « PA00098214 », notice no PA00098214 | 47° 23′ 44″ nord, 0° 40′ 57″ est   |       |
| Maison                                                                                                 | Tours                       | Indre-et-Loire          | Centre-Val de Loire        | inscrit    | « PA00098218 », notice no PA00098218 | 47° 23′ 45″ nord, 0° 41′ 21″ est   |       |
| Maison                                                                                                 | Tours                       | Indre-et-Loire          | Centre-Val de Loire        | inscrit    | « PA00098219 », notice no PA00098219 | 47° 23′ 45″ nord, 0° 41′ 24″ est   |       |
| Maison                                                                                                 | Tours                       | Indre-et-Loire          | Centre-Val de Loire        | inscrit    | « PA00098223 », notice no PA00098223 | 47° 23′ 43″ nord, 0° 41′ 28″ est   |       |
| Maison                                                                                                 | Tours                       | Indre-et-Loire          | Centre-Val de Loire        | inscrit    | « PA00098239 », notice no PA00098239 | 47° 23′ 39″ nord, 0° 40′ 44″ est   |       |
| Maison de La Psalette                                                                                  | Tours                       | Indre-et-Loire          | Centre-Val de Loire        | inscrit    | « PA00098243 », notice no PA00098243 | 47° 23′ 33″ nord, 0° 40′ 54″ est   |       |
| Couvent des Carmes (disparu en 1968)                                                                   | Tours                       | Indre-et-Loire          | Centre-Val de Loire        | inscrit    | « PA00098144 », notice no PA00098144 | 47° 23′ 46″ nord, 0° 40′ 58″ est   |       |
| Couvent des Filles de l'Union Chrétienne                                                               | Tours                       | Indre-et-Loire          | Centre-Val de Loire        | inscrit    | « PA00098145 », notice no PA00098145 | 47° 23′ 37″ nord, 0° 41′ 18″ est   |       |
| Hôtel du Doyenné de Saint-Gatien                                                                       | Tours                       | Indre-et-Loire          | Centre-Val de Loire        | inscrit    | « PA00098169 », notice no PA00098169 | 47° 23′ 47″ nord, 0° 41′ 50″ est   |       |
| Hôtel                                                                                                  | Tours                       | Indre-et-Loire          | Centre-Val de Loire        | inscrit    | « PA00098179 », notice no PA00098179 | 47° 23′ 41″ nord, 0° 40′ 50″ est   |       |
| Immeuble                                                                                               | Tours                       | Indre-et-Loire          | Centre-Val de Loire        | classé     | « PA00098194 », notice no PA00098194 | 47° 23′ 46″ nord, 0° 41′ 29″ est   |       |
| Maison canoniale                                                                                       | Tours                       | Indre-et-Loire          | Centre-Val de Loire        | inscrit    | « PA00098199 », notice no PA00098199 | 47° 23′ 44″ nord, 0° 41′ 44″ est   |       |
| Maisons                                                                                                | Tours                       | Indre-et-Loire          | Centre-Val de Loire        | inscrit    | « PA00098217 », notice no PA00098217 | 47° 23′ 44″ nord, 0° 41′ 17″ est   |       |
| Maison                                                                                                 | Tours                       | Indre-et-Loire          | Centre-Val de Loire        | inscrit    | « PA00098231 », notice no PA00098231 | 47° 23′ 43″ nord, 0° 41′ 44″ est   |       |
| Maison                                                                                                 | Tours                       | Indre-et-Loire          | Centre-Val de Loire        | inscrit    | « PA00098237 », notice no PA00098237 | 47° 23′ 39″ nord, 0° 40′ 47″ est   |       |
| Aumônerie de Saint-Martin                                                                              | Tours                       | Indre-et-Loire          | Centre-Val de Loire        | inscrit    | « PA00098133 », notice no PA00098133 | 47° 23′ 33″ nord, 0° 40′ 53″ est   |       |
| Hôtel Bacot de Romand                                                                                  | Tours                       | Indre-et-Loire          | Centre-Val de Loire        | inscrit    | « PA00098163 », notice no PA00098163 | 47° 23′ 38″ nord, 0° 41′ 30″ est   |       |
| Hôtel de la Monnaie                                                                                    | Tours                       | Indre-et-Loire          | Centre-Val de Loire        | inscrit    | « PA00098175 », notice no PA00098175 | 47° 23′ 40″ nord, 0° 40′ 59″ est   |       |
| Hôtel                                                                                                  | Tours                       | Indre-et-Loire          | Centre-Val de Loire        | inscrit    | « PA00098181 », notice no PA00098181 | 47° 23′ 41″ nord, 0° 41′ 28″ est   |       |
| Hôtel                                                                                                  | Tours                       | Indre-et-Loire          | Centre-Val de Loire        | inscrit    | « PA00098188 », notice no PA00098188 |                                    |       |
| Hôtel                                                                                                  | Tours                       | Indre-et-Loire          | Centre-Val de Loire        | inscrit    | « PA00098189 », notice no PA00098189 | 47° 23′ 44″ nord, 0° 40′ 59″ est   |       |
| Jeu de paume                                                                                           | Tours                       | Indre-et-Loire          | Centre-Val de Loire        | inscrit    | « PA00098197 », notice no PA00098197 | 47° 23′ 46″ nord, 0° 41′ 21″ est   |       |
| Maison canoniale                                                                                       | Tours                       | Indre-et-Loire          | Centre-Val de Loire        | inscrit    | « PA00098198 », notice no PA00098198 | 47° 23′ 42″ nord, 0° 41′ 45″ est   |       |
| Maison canoniale                                                                                       | Tours                       | Indre-et-Loire          | Centre-Val de Loire        | inscrit    | « PA00098200 », notice no PA00098200 | 47° 23′ 44″ nord, 0° 41′ 44″ est   |       |
| Maison canoniale de Saint-Martin                                                                       | Tours                       | Indre-et-Loire          | Centre-Val de Loire        | inscrit    | « PA00098204 », notice no PA00098204 | 47° 23′ 32″ nord, 0° 40′ 57″ est   |       |
| Maison canoniale de Saint-Martin                                                                       | Tours                       | Indre-et-Loire          | Centre-Val de Loire        | inscrit    | « PA00098205 », notice no PA00098205 | 47° 23′ 32″ nord, 0° 40′ 57″ est   |       |
| Maison                                                                                                 | Tours                       | Indre-et-Loire          | Centre-Val de Loire        | inscrit    | « PA00098212 », notice no PA00098212 | 47° 23′ 41″ nord, 0° 40′ 53″ est   |       |
| Maison                                                                                                 | Tours                       | Indre-et-Loire          | Centre-Val de Loire        | inscrit    | « PA00098221 », notice no PA00098221 | 47° 23′ 46″ nord, 0° 41′ 29″ est   |       |
| Maison du Croissant                                                                                    | Tours                       | Indre-et-Loire          | Centre-Val de Loire        | inscrit    | « PA00098222 », notice no PA00098222 | 47° 23′ 44″ nord, 0° 41′ 02″ est   |       |
| Maison                                                                                                 | Tours                       | Indre-et-Loire          | Centre-Val de Loire        | inscrit    | « PA00098228 », notice no PA00098228 | 47° 23′ 49″ nord, 0° 41′ 23″ est   |       |
| Maison de Pierre Meusnier                                                                              | Tours                       | Indre-et-Loire          | Centre-Val de Loire        | inscrit    | « PA00098251 », notice no PA00098251 | 47° 23′ 34″ nord, 0° 41′ 24″ est   |       |
| Maison du Préchantre                                                                                   | Tours                       | Indre-et-Loire          | Centre-Val de Loire        | inscrit    | « PA00098252 », notice no PA00098252 | 47° 23′ 46″ nord, 0° 41′ 39″ est   |       |
| Église Saint-Pierre-le-Puellier                                                                        | Tours                       | Indre-et-Loire          | Centre-Val de Loire        | inscrit    | « PA00098155 », notice no PA00098155 | 47° 23′ 41″ nord, 0° 40′ 54″ est   |       |
| Hôtel de Choiseul                                                                                      | Tours                       | Indre-et-Loire          | Centre-Val de Loire        | inscrit    | « PA00098166 », notice no PA00098166 | 47° 23′ 44″ nord, 0° 40′ 53″ est   |       |
| Hôtel                                                                                                  | Tours                       | Indre-et-Loire          | Centre-Val de Loire        | inscrit    | « PA00098178 », notice no PA00098178 | 47° 23′ 43″ nord, 0° 41′ 31″ est   |       |
| Hôtel Viot                                                                                             | Tours                       | Indre-et-Loire          | Centre-Val de Loire        | inscrit    | « PA00098185 », notice no PA00098185 | 47° 23′ 44″ nord, 0° 40′ 57″ est   |       |
| Maison canoniale                                                                                       | Tours                       | Indre-et-Loire          | Centre-Val de Loire        | inscrit    | « PA00098201 », notice no PA00098201 | 47° 23′ 44″ nord, 0° 41′ 45″ est   |       |
| Maison canoniale de Saint-Pierre-le-Puellier                                                           | Tours                       | Indre-et-Loire          | Centre-Val de Loire        | inscrit    | « PA00098202 », notice no PA00098202 | 47° 23′ 43″ nord, 0° 40′ 55″ est   |       |
| Maison canoniale de Saint-Gatien                                                                       | Tours                       | Indre-et-Loire          | Centre-Val de Loire        | inscrit    | « PA00098203 », notice no PA00098203 | 47° 23′ 45″ nord, 0° 41′ 40″ est   |       |
| Maison                                                                                                 | Tours                       | Indre-et-Loire          | Centre-Val de Loire        | inscrit    | « PA00098220 », notice no PA00098220 | 47° 23′ 45″ nord, 0° 41′ 24″ est   |       |
| Abbaye de Beaumont                                                                                     | Tours                       | Indre-et-Loire          | Centre-Val de Loire        | inscrit    | « PA00098128 », notice no PA00098128 | 47° 23′ 00″ nord, 0° 40′ 20″ est   |       |
| Chancellerie de la collégiale Saint-Martin                                                             | Tours                       | Indre-et-Loire          | Centre-Val de Loire        | inscrit    | « PA00098134 », notice no PA00098134 | 47° 23′ 35″ nord, 0° 41′ 01″ est   |       |
| Église Saint-Denis                                                                                     | Tours                       | Indre-et-Loire          | Centre-Val de Loire        | inscrit    | « PA00098150 », notice no PA00098150 | 47° 23′ 37″ nord, 0° 40′ 56″ est   |       |
| Hôtel de l'archidiaconé du chapitre de Saint-Gatien                                                    | Tours                       | Indre-et-Loire          | Centre-Val de Loire        | inscrit    | « PA00098162 », notice no PA00098162 | 47° 23′ 50″ nord, 0° 41′ 43″ est   |       |
| Hôtel                                                                                                  | Tours                       | Indre-et-Loire          | Centre-Val de Loire        | inscrit    | « PA00098182 », notice no PA00098182 | 47° 23′ 39″ nord, 0° 41′ 31″ est   |       |
| Maison                                                                                                 | Tours                       | Indre-et-Loire          | Centre-Val de Loire        | inscrit    | « PA00098206 », notice no PA00098206 | 47° 23′ 50″ nord, 0° 41′ 59″ est   |       |
| Maison                                                                                                 | Tours                       | Indre-et-Loire          | Centre-Val de Loire        | inscrit    | « PA00098207 », notice no PA00098207 | 47° 23′ 50″ nord, 0° 42′ 00″ est   |       |
| Maison                                                                                                 | Tours                       | Indre-et-Loire          | Centre-Val de Loire        | inscrit    | « PA00098225 », notice no PA00098225 | 47° 23′ 43″ nord, 0° 41′ 28″ est   |       |
| Passage du Cœur Navré                                                                                  | Tours                       | Indre-et-Loire          | Centre-Val de Loire        | inscrit    | « PA00098261 », notice no PA00098261 | 47° 23′ 46″ nord, 0° 41′ 23″ est   |       |
| Église de la Sainte-Trinité de Vernou-sur-Brenne                                                       | Vernou-sur-Brenne           | Indre-et-Loire          | Centre-Val de Loire        | inscrit    | « PA00098283 », notice no PA00098283 | 47° 25′ 17″ nord, 0° 50′ 45″ est   |       |
| Château de Jallanges                                                                                   | Vernou-sur-Brenne           | Indre-et-Loire          | Centre-Val de Loire        | inscrit    | « PA00098281 », notice no PA00098281 | 47° 26′ 41″ nord, 0° 49′ 47″ est   |       |
| Château de Tencin                                                                                      | Tencin                      | Isère                   | Auvergne-Rhône-Alpes       | inscrit    | « PA00117291 », notice no PA00117291 | 45° 18′ 21″ nord, 5° 57′ 34″ est   |       |
| Oppidum romain du Pipet                                                                                | Vienne                      | Isère                   | Auvergne-Rhône-Alpes       | inscrit    | « PA00117344 », notice no PA00117344 | 45° 31′ 28″ nord, 4° 52′ 51″ est   |       |
| Aqueduc romain                                                                                         | Vienne                      | Isère                   | Auvergne-Rhône-Alpes       | classé     | « PA00117319 », notice no PA00117319 | 45° 31′ 33″ nord, 4° 52′ 45″ est   |       |
| Croix d'Archelange                                                                                     | Archelange                  | Jura                    | Bourgogne-Franche-Comté    | inscrit    | « PA00101806 », notice no PA00101806 | 47° 08′ 48″ nord, 5° 30′ 51″ est   |       |
| Maison                                                                                                 | Lons-le-Saunier             | Jura                    | Bourgogne-Franche-Comté    | inscrit    | « PA00101943 », notice no PA00101943 | 46° 40′ 27″ nord, 5° 33′ 18″ est   |       |
| Fontaine-lavoir de Menotey                                                                             | Menotey                     | Jura                    | Bourgogne-Franche-Comté    | inscrit    | « PA00101949 », notice no PA00101949 | 47° 09′ 50″ nord, 5° 29′ 52″ est   |       |
| Oratoire du Dieu-de-Pitié                                                                              | Menotey                     | Jura                    | Bourgogne-Franche-Comté    | inscrit    | « PA00101950 », notice no PA00101950 | 47° 09′ 45″ nord, 5° 29′ 59″ est   |       |
| Église Saint-Blaise de Montaigu                                                                        | Montaigu                    | Jura                    | Bourgogne-Franche-Comté    | inscrit    | « PA00101958 », notice no PA00101958 | 46° 39′ 35″ nord, 5° 34′ 00″ est   |       |
| Église Saint-Jean-Baptiste de Saint-Jean-d'Étreux                                                      | Les Trois Châteaux          | Jura                    | Bourgogne-Franche-Comté    | inscrit    | « PA00102016 », notice no PA00102016 | 46° 24′ 15″ nord, 5° 21′ 28″ est   |       |
| Église Saint-Lothain de Saint-Lothain                                                                  | Saint-Lothain               | Jura                    | Bourgogne-Franche-Comté    | classé     | « PA00102019 », notice no PA00102019 | 46° 49′ 29″ nord, 5° 38′ 29″ est   |       |
| Croix de Villangrette                                                                                  | Saint-Loup                  | Jura                    | Bourgogne-Franche-Comté    | inscrit    | « PA00102020 », notice no PA00102020 | 46° 59′ 31″ nord, 5° 17′ 05″ est   |       |
| Église Saint-Étienne de Sirod                                                                          | Sirod                       | Jura                    | Bourgogne-Franche-Comté    | inscrit    | « PA00102041 », notice no PA00102041 | 46° 43′ 53″ nord, 5° 59′ 16″ est   |       |
| Église Saint-Christophe de Saint-Christophe                                                            | La Tour-du-Meix             | Jura                    | Bourgogne-Franche-Comté    | inscrit    | « PA00102047 », notice no PA00102047 | 46° 32′ 07″ nord, 5° 39′ 47″ est   |       |
| Maison de l'officialité                                                                                | Aire-sur-l'Adour            | Landes                  | Nouvelle-Aquitaine         | inscrit    | « PA00083920 », notice no PA00083920 | 43° 42′ 00″ nord, 0° 15′ 48″ ouest |       |
| Fontaine chaude                                                                                        | Dax                         | Landes                  | Nouvelle-Aquitaine         | inscrit    | « PA00083940 », notice no PA00083940 | 43° 42′ 39″ nord, 1° 03′ 10″ ouest |       |
| Cathédrale Notre-Dame de Dax                                                                           | Dax                         | Landes                  | Nouvelle-Aquitaine         | classé     | « PA00083938 », notice no PA00083938 | 43° 42′ 30″ nord, 1° 03′ 11″ ouest |       |
| Église Saint-Étienne d'Uchacq                                                                          | Uchacq-et-Parentis          | Landes                  | Nouvelle-Aquitaine         | classé     | « PA00084021 », notice no PA00084021 | 43° 55′ 39″ nord, 0° 33′ 33″ ouest |       |
| Église Notre-Dame d'Areines                                                                            | Areines                     | Loir-et-Cher            | Centre-Val de Loire        | classé     | « PA00098319 », notice no PA00098319 | 47° 48′ 07″ nord, 1° 05′ 36″ est   |       |
| Maison de la Chancellerie                                                                              | Blois                       | Loir-et-Cher            | Centre-Val de Loire        | inscrit    | « PA00098371 », notice no PA00098371 | 47° 35′ 14″ nord, 1° 19′ 51″ est   |       |
| Hôtel-Dieu                                                                                             | Blois                       | Loir-et-Cher            | Centre-Val de Loire        | inscrit    | « PA00098354 », notice no PA00098354 | 47° 35′ 07″ nord, 1° 20′ 00″ est   |       |
| Maison                                                                                                 | Blois                       | Loir-et-Cher            | Centre-Val de Loire        | inscrit    | « PA00098373 », notice no PA00098373 | 47° 35′ 17″ nord, 1° 20′ 11″ est   |       |
| Maison                                                                                                 | Blois                       | Loir-et-Cher            | Centre-Val de Loire        | inscrit    | « PA00098384 », notice no PA00098384 | 47° 35′ 06″ nord, 1° 19′ 55″ est   |       |
| Château de la Vicomté                                                                                  | Blois                       | Loir-et-Cher            | Centre-Val de Loire        | inscrit    | « PA00098338 », notice no PA00098338 | 47° 32′ 42″ nord, 1° 16′ 50″ est   |       |
| Buvette de la Renaissance                                                                              | Blois                       | Loir-et-Cher            | Centre-Val de Loire        | inscrit    | « PA00098361 », notice no PA00098361 | 47° 35′ 17″ nord, 1° 19′ 56″ est   |       |
| Grèneterie de Marmoutier                                                                               | Blois                       | Loir-et-Cher            | Centre-Val de Loire        | inscrit    | « PA00098368 », notice no PA00098368 | 47° 35′ 04″ nord, 1° 19′ 59″ est   |       |
| Maison                                                                                                 | Blois                       | Loir-et-Cher            | Centre-Val de Loire        | inscrit    | « PA00098362 », notice no PA00098362 | 47° 35′ 01″ nord, 1° 19′ 43″ est   |       |
| Maison                                                                                                 | Blois                       | Loir-et-Cher            | Centre-Val de Loire        | inscrit    | « PA00098383 », notice no PA00098383 | 47° 35′ 06″ nord, 1° 19′ 55″ est   |       |
| Fontaine Saint-Nicolas                                                                                 | Blois                       | Loir-et-Cher            | Centre-Val de Loire        | inscrit    | « PA00098348 », notice no PA00098348 | 47° 35′ 02″ nord, 1° 19′ 51″ est   |       |
| Maison                                                                                                 | Blois                       | Loir-et-Cher            | Centre-Val de Loire        | inscrit    | « PA00098367 », notice no PA00098367 | 47° 35′ 14″ nord, 1° 20′ 12″ est   |       |
| Maison                                                                                                 | Blois                       | Loir-et-Cher            | Centre-Val de Loire        | inscrit    | « PA00098365 », notice no PA00098365 | 47° 35′ 14″ nord, 1° 20′ 00″ est   |       |
| Maison                                                                                                 | Blois                       | Loir-et-Cher            | Centre-Val de Loire        | inscrit    | « PA00098374 », notice no PA00098374 | 47° 35′ 14″ nord, 1° 20′ 00″ est   |       |
| Hôtel de Bretagne                                                                                      | Blois                       | Loir-et-Cher            | Centre-Val de Loire        | inscrit    | « PA00098386 », notice no PA00098386 | 47° 35′ 05″ nord, 1° 19′ 48″ est   |       |
| Maison                                                                                                 | Blois                       | Loir-et-Cher            | Centre-Val de Loire        | inscrit    | « PA00098388 », notice no PA00098388 | 47° 35′ 08″ nord, 1° 19′ 57″ est   |       |
| Maison du Bourreau                                                                                     | Marchenoir                  | Loir-et-Cher            | Centre-Val de Loire        | inscrit    | « PA00098470 », notice no PA00098470 | 47° 49′ 23″ nord, 1° 23′ 42″ est   |       |
| Église Notre-Dame de Marchenoir                                                                        | Marchenoir                  | Loir-et-Cher            | Centre-Val de Loire        | inscrit    | « PA00098469 », notice no PA00098469 | 47° 49′ 23″ nord, 1° 23′ 48″ est   |       |
| Maison à pans de bois                                                                                  | Mennetou-sur-Cher           | Loir-et-Cher            | Centre-Val de Loire        | inscrit    | « PA00098480 », notice no PA00098480 | 47° 16′ 12″ nord, 1° 51′ 56″ est   |       |
| Église Saint-Aignan d'Herbilly                                                                         | Mer                         | Loir-et-Cher            | Centre-Val de Loire        | inscrit    | « PA00098485 », notice no PA00098485 | 47° 42′ 33″ nord, 1° 32′ 18″ est   |       |
| Église Notre-Dame de Mesland                                                                           | Mesland                     | Loir-et-Cher            | Centre-Val de Loire        | classé     | « PA00098488 », notice no PA00098488 | 47° 30′ 37″ nord, 1° 07′ 22″ est   |       |
| Maison du XVIe siècle                                                                                  | Montoire-sur-le-Loir        | Loir-et-Cher            | Centre-Val de Loire        | inscrit    | « PA00098511 », notice no PA00098511 | 47° 45′ 10″ nord, 0° 51′ 37″ est   |       |
| Maison                                                                                                 | Montrichard Val de Cher     | Loir-et-Cher            | Centre-Val de Loire        | inscrit    | « PA00098520 », notice no PA00098520 | 47° 20′ 34″ nord, 1° 11′ 01″ est   |       |
| Fontaine Saint-Cellerin                                                                                | Montrichard Val de Cher     | Loir-et-Cher            | Centre-Val de Loire        | inscrit    | « PA00098515 », notice no PA00098515 | 47° 20′ 35″ nord, 1° 11′ 07″ est   |       |
| Château de Saint-Aignan                                                                                | Saint-Aignan                | Loir-et-Cher            | Centre-Val de Loire        | inscrit    | « PA00098563 », notice no PA00098563 | 47° 16′ 11″ nord, 1° 22′ 29″ est   |       |
| Maison                                                                                                 | Saint-Aignan                | Loir-et-Cher            | Centre-Val de Loire        | inscrit    | « PA00098569 », notice no PA00098569 | 47° 16′ 08″ nord, 1° 22′ 39″ est   |       |
| Portail du champ de foire de Saint-Aignan                                                              | Saint-Aignan                | Loir-et-Cher            | Centre-Val de Loire        | inscrit    | « PA00098562 », notice no PA00098562 | 47° 16′ 03″ nord, 1° 22′ 31″ est   |       |
| Perception                                                                                             | Saint-Aignan                | Loir-et-Cher            | Centre-Val de Loire        | inscrit    | « PA00098567 », notice no PA00098567 | 47° 16′ 07″ nord, 1° 22′ 26″ est   |       |
| Hôtel de la Prévôté                                                                                    | Saint-Aignan                | Loir-et-Cher            | Centre-Val de Loire        | inscrit    | « PA00098570 », notice no PA00098570 | 47° 16′ 07″ nord, 1° 22′ 32″ est   |       |
| Maison Pénissart                                                                                       | Saint-Aignan                | Loir-et-Cher            | Centre-Val de Loire        | inscrit    | « PA00098572 », notice no PA00098572 | 47° 16′ 07″ nord, 1° 22′ 37″ est   |       |
| Fortifications de Saint-Dyé-sur-Loire                                                                  | Saint-Dyé-sur-Loire         | Loir-et-Cher            | Centre-Val de Loire        | inscrit    | « PA00098576 », notice no PA00098576 |                                    |       |
| Pont sur le Cosson                                                                                     | Saint-Gervais-la-Forêt      | Loir-et-Cher            | Centre-Val de Loire        | inscrit    | « PA00098580 », notice no PA00098580 | 47° 34′ 30″ nord, 1° 21′ 10″ est   |       |
| Logis de Jeanne d'Arc                                                                                  | Selles-sur-Cher             | Loir-et-Cher            | Centre-Val de Loire        | inscrit    | « PA00098600 », notice no PA00098600 | 47° 16′ 36″ nord, 1° 33′ 15″ est   |       |
| Maison                                                                                                 | Selles-sur-Cher             | Loir-et-Cher            | Centre-Val de Loire        | inscrit    | « PA00098601 », notice no PA00098601 | 47° 16′ 37″ nord, 1° 33′ 14″ est   |       |
| Abbaye Saint-Eusice de Selles-sur-Cher                                                                 | Selles-sur-Cher             | Loir-et-Cher            | Centre-Val de Loire        | inscrit    | « PA00098596 », notice no PA00098596 | 47° 16′ 29″ nord, 1° 33′ 15″ est   |       |
| Tour de la Porte aux Renards                                                                           | Selles-sur-Cher             | Loir-et-Cher            | Centre-Val de Loire        | inscrit    | « PA00098599 », notice no PA00098599 |                                    |       |
| Château des Forges (Loir-et-Cher)                                                                      | Suèvres                     | Loir-et-Cher            | Centre-Val de Loire        | inscrit    | « PA00098611 », notice no PA00098611 | 47° 40′ 01″ nord, 1° 27′ 54″ est   |       |
| Château de Diziers                                                                                     | Suèvres                     | Loir-et-Cher            | Centre-Val de Loire        | inscrit    | « PA00098610 », notice no PA00098610 | 47° 40′ 48″ nord, 1° 27′ 38″ est   |       |
| Fortifications de Suèvres                                                                              | Suèvres                     | Loir-et-Cher            | Centre-Val de Loire        | inscrit    | « PA00098614 », notice no PA00098614 | 47° 39′ 57″ nord, 1° 27′ 52″ est   |       |
| Château de Vivert                                                                                      | L'Étrat                     | Loire                   | Auvergne-Rhône-Alpes       | inscrit    | « PA00117484 », notice no PA00117484 | 45° 29′ 48″ nord, 4° 23′ 22″ est   |       |
| Chapelle des Pénitents du Confalon                                                                     | Montbrison                  | Loire                   | Auvergne-Rhône-Alpes       | inscrit    | « PA00117517 », notice no PA00117517 | 45° 36′ 28″ nord, 4° 04′ 01″ est   |       |
| Maison                                                                                                 | Saint-Bonnet-le-Château     | Loire                   | Auvergne-Rhône-Alpes       | classé     | « PA00117583 », notice no PA00117583 | 45° 25′ 25″ nord, 4° 03′ 59″ est   |       |
| Croix du Marthouret                                                                                    | Saint-Héand                 | Loire                   | Auvergne-Rhône-Alpes       | inscrit    | « PA00117626 », notice no PA00117626 | 45° 30′ 39″ nord, 4° 25′ 06″ est   |       |
| Maison                                                                                                 | Mende                       | Lozère                  | Occitanie                  | inscrit    | « PA00103868 », notice no PA00103868 | 44° 31′ 03″ nord, 3° 30′ 01″ est   |       |
| Maison                                                                                                 | Mende                       | Lozère                  | Occitanie                  | inscrit    | « PA00103870 », notice no PA00103870 | 44° 31′ 02″ nord, 3° 29′ 59″ est   |       |
| Maison                                                                                                 | Mende                       | Lozère                  | Occitanie                  | inscrit    | « PA00103872 », notice no PA00103872 |                                    |       |
| Maison Ignon                                                                                           | Mende                       | Lozère                  | Occitanie                  | inscrit    | « PA00103873 », notice no PA00103873 | 44° 30′ 59″ nord, 3° 29′ 57″ est   |       |
| Fontaine de Soubeyran                                                                                  | Mende                       | Lozère                  | Occitanie                  | inscrit    | « PA00103863 », notice no PA00103863 | 44° 31′ 00″ nord, 3° 29′ 57″ est   |       |
| Maison                                                                                                 | Mende                       | Lozère                  | Occitanie                  | inscrit    | « PA00103869 », notice no PA00103869 | 44° 31′ 01″ nord, 3° 29′ 59″ est   |       |
| Maison                                                                                                 | Mende                       | Lozère                  | Occitanie                  | inscrit    | « PA00103871 », notice no PA00103871 | 44° 31′ 03″ nord, 3° 30′ 00″ est   |       |
| Hôtel de préfecture de la Lozère                                                                       | Mende                       | Lozère                  | Occitanie                  | inscrit    | « PA00103878 », notice no PA00103878 | 44° 31′ 04″ nord, 3° 29′ 53″ est   |       |
| Hôtel de Ressouches                                                                                    | Mende                       | Lozère                  | Occitanie                  | inscrit    | « PA00103882 », notice no PA00103882 | 44° 31′ 06″ nord, 3° 29′ 57″ est   |       |
| Couvent des Cordeliers                                                                                 | Angers                      | Maine-et-Loire          | Pays de la Loire           | classé     | « PA00108940 », notice no PA00108940 | 47° 27′ 03″ nord, 0° 35′ 15″ ouest |       |
| Église Saint-Maxenceul de Cunault                                                                      | Gennes-Val-de-Loire         | Maine-et-Loire          | Pays de la Loire           | classé     | « PA00109382 », notice no PA00109382 | 47° 19′ 43″ nord, 0° 12′ 07″ ouest |       |
| Ferme du château de Sainte-Marie                                                                       | Agneaux                     | Manche                  | Normandie                  | inscrit    | « PA00110316 », notice no PA00110316 | 49° 07′ 13″ nord, 1° 07′ 13″ ouest |       |
| Église Saint-Ébremond                                                                                  | La Barre-de-Semilly         | Manche                  | Normandie                  | inscrit    | « PA00110332 », notice no PA00110332 | 49° 06′ 44″ nord, 1° 02′ 05″ ouest |       |
| Château et ferme                                                                                       | Cerisy-la-Salle             | Manche                  | Normandie                  | inscrit    | « PA00110360 », notice no PA00110360 | 49° 01′ 19″ nord, 1° 17′ 19″ ouest |       |
| Église Saint-Nicolas                                                                                   | Coutances                   | Manche                  | Normandie                  | classé     | « PA00110377 », notice no PA00110377 | 49° 02′ 57″ nord, 1° 26′ 37″ ouest |       |
| Tourelle d'escalier, rue du Pertuis-Trouard (détruite)                                                 | Coutances                   | Manche                  | Normandie                  | inscrit    | « PA00110385 », notice no PA00110385 |                                    |       |
| Chapelle du lycée Lebrun                                                                               | Coutances                   | Manche                  | Normandie                  | inscrit    | « PA00110376 », notice no PA00110376 | 49° 02′ 45″ nord, 1° 26′ 32″ ouest |       |
| Le Châtel                                                                                              | Hébécrevon                  | Manche                  | Normandie                  | inscrit    | « PA00110430 », notice no PA00110430 | 49° 07′ 29″ nord, 1° 11′ 02″ ouest |       |
| Château de la Roque                                                                                    | Hébécrevon                  | Manche                  | Normandie                  | inscrit    | « PA00110431 », notice no PA00110431 | 49° 08′ 09″ nord, 1° 10′ 53″ ouest |       |
| Abbaye de Lessay : église                                                                              | Lessay                      | Manche                  | Normandie                  | classé     | « PA00110438 », notice no PA00110438 | 49° 13′ 13″ nord, 1° 31′ 58″ ouest |       |
| Église Saint-Manvieu                                                                                   | Marchésieux                 | Manche                  | Normandie                  | inscrit    | « PA00110444 », notice no PA00110444 | 49° 11′ 15″ nord, 1° 17′ 22″ ouest |       |
| Immeuble de l'Épée-Saint-Michel                                                                        | Le Mont-Saint-Michel        | Manche                  | Normandie                  | classé     | « PA00110478 », notice no PA00110478 | 48° 38′ 09″ nord, 1° 30′ 36″ ouest |       |
| Église Saint-Côme-et-Saint-Damien et cimetière                                                         | Saint-Côme-du-Mont          | Manche                  | Normandie                  | classé     | « PA00110564 », notice no PA00110564 | 49° 20′ 09″ nord, 1° 16′ 22″ ouest |       |
| Église Saint-Germain et cimetière                                                                      | Saint-Germain-sur-Ay        | Manche                  | Normandie                  | inscrit    | « PA00110572 », notice no PA00110572 | 49° 14′ 07″ nord, 1° 35′ 45″ ouest |       |
| Manoir du Bosdel                                                                                       | Saint-Lô                    | Manche                  | Normandie                  | inscrit    | « PA00110585 », notice no PA00110585 | 49° 06′ 31″ nord, 1° 06′ 42″ ouest |       |
| Église Sainte-Trinité : bas-relief au Christ de majesté de l'ancienne église Saint-Sauveur (extérieur) | Saint-Sauveur-de-Pierrepont | Manche                  | Normandie                  | inscrit    | « PA00110538 », notice no PA00110538 | 49° 20′ 10″ nord, 1° 35′ 41″ ouest |       |
| Église Saint-Antoine d'Anglure                                                                         | Anglure                     | Marne                   | Grand Est                  | classé     | « PA00078568 », notice no PA00078568 | 48° 35′ 05″ nord, 3° 48′ 50″ est   |       |
| Église de la Nativité-de-Saint-Jean de Saint-Jean-sur-Tourbe                                           | Saint-Jean-sur-Tourbe       | Marne                   | Grand Est                  | classé     | « PA00078839 », notice no PA00078839 | 49° 07′ 37″ nord, 4° 40′ 44″ est   |       |
| Immeuble                                                                                               | Nancy                       | Meurthe-et-Moselle      | Grand Est                  | inscrit    | « PA00106203 », notice no PA00106203 | 48° 41′ 41″ nord, 6° 10′ 54″ est   |       |
| Hôtel de Rennel                                                                                        | Nancy                       | Meurthe-et-Moselle      | Grand Est                  | inscrit    | « PA00106205 », notice no PA00106205 | 48° 41′ 44″ nord, 6° 10′ 51″ est   |       |
| Immeuble                                                                                               | Nancy                       | Meurthe-et-Moselle      | Grand Est                  | inscrit    | « PA00106269 », notice no PA00106269 | 48° 41′ 21″ nord, 6° 11′ 07″ est   |       |
| Maison des Adam                                                                                        | Nancy                       | Meurthe-et-Moselle      | Grand Est                  | classé     | « PA00106295 », notice no PA00106295 | 48° 41′ 30″ nord, 6° 11′ 02″ est   |       |
| Maison Médard Chuppin                                                                                  | Nancy                       | Meurthe-et-Moselle      | Grand Est                  | inscrit    | « PA00106200 », notice no PA00106200 | 48° 41′ 41″ nord, 6° 10′ 53″ est   |       |
| Immeuble                                                                                               | Nancy                       | Meurthe-et-Moselle      | Grand Est                  | inscrit    | « PA00106204 », notice no PA00106204 | 48° 41′ 43″ nord, 6° 10′ 52″ est   |       |
| Maison au Boulet                                                                                       | Nancy                       | Meurthe-et-Moselle      | Grand Est                  | inscrit    | « PA00106210 », notice no PA00106210 | 48° 41′ 49″ nord, 6° 10′ 45″ est   |       |
| Immeuble                                                                                               | Nancy                       | Meurthe-et-Moselle      | Grand Est                  | inscrit    | « PA00106211 », notice no PA00106211 | 48° 41′ 49″ nord, 6° 10′ 45″ est   |       |
| Immeuble                                                                                               | Nancy                       | Meurthe-et-Moselle      | Grand Est                  | classé     | « PA00106251 », notice no PA00106251 | 48° 41′ 46″ nord, 6° 10′ 44″ est   |       |
| Immeuble                                                                                               | Nancy                       | Meurthe-et-Moselle      | Grand Est                  | inscrit    | « PA00106256 », notice no PA00106256 | 48° 41′ 27″ nord, 6° 11′ 08″ est   |       |
| Immeuble                                                                                               | Nancy                       | Meurthe-et-Moselle      | Grand Est                  | inscrit    | « PA00106258 », notice no PA00106258 | 48° 41′ 16″ nord, 6° 10′ 57″ est   |       |
| Immeuble                                                                                               | Nancy                       | Meurthe-et-Moselle      | Grand Est                  | inscrit    | « PA00106291 », notice no PA00106291 | 48° 41′ 23″ nord, 6° 11′ 09″ est   |       |
| Immeuble                                                                                               | Nancy                       | Meurthe-et-Moselle      | Grand Est                  | inscrit    | « PA00106208 », notice no PA00106208 | 48° 41′ 44″ nord, 6° 10′ 52″ est   |       |
| Hôtel de Gellenoncourt                                                                                 | Nancy                       | Meurthe-et-Moselle      | Grand Est                  | inscrit    | « PA00106237 », notice no PA00106237 | 48° 41′ 49″ nord, 6° 10′ 38″ est   |       |
| Bibliothèque municipale                                                                                | Nancy                       | Meurthe-et-Moselle      | Grand Est                  | inscrit    | « PA00106287 », notice no PA00106287 | 48° 41′ 31″ nord, 6° 10′ 43″ est   |       |
| Hôtel de Hautoy                                                                                        | Nancy                       | Meurthe-et-Moselle      | Grand Est                  | inscrit    | « PA00106118 », notice no PA00106118 | 48° 41′ 46″ nord, 6° 10′ 39″ est   |       |
| Hôtel de Rogéville                                                                                     | Nancy                       | Meurthe-et-Moselle      | Grand Est                  | inscrit    | « PA00106201 », notice no PA00106201 | 48° 41′ 42″ nord, 6° 10′ 53″ est   |       |
| Immeuble                                                                                               | Nancy                       | Meurthe-et-Moselle      | Grand Est                  | inscrit    | « PA00106209 », notice no PA00106209 | 48° 41′ 46″ nord, 6° 10′ 49″ est   |       |
| Immeuble                                                                                               | Nancy                       | Meurthe-et-Moselle      | Grand Est                  | inscrit    | « PA00106213 », notice no PA00106213 | 48° 41′ 51″ nord, 6° 10′ 39″ est   |       |
| Maison de Nicolas Roxard de la Salle                                                                   | Nancy                       | Meurthe-et-Moselle      | Grand Est                  | inscrit    | « PA00106261 », notice no PA00106261 | 48° 41′ 14″ nord, 6° 11′ 01″ est   |       |
| Immeuble                                                                                               | Nancy                       | Meurthe-et-Moselle      | Grand Est                  | inscrit    | « PA00106270 », notice no PA00106270 | 48° 41′ 21″ nord, 6° 11′ 07″ est   |       |
| Immeuble                                                                                               | Nancy                       | Meurthe-et-Moselle      | Grand Est                  | inscrit    | « PA00106290 », notice no PA00106290 | 48° 41′ 23″ nord, 6° 11′ 08″ est   |       |
| Hôtel de Lignéville                                                                                    | Nancy                       | Meurthe-et-Moselle      | Grand Est                  | inscrit    | « PA00106119 », notice no PA00106119 | 48° 41′ 51″ nord, 6° 10′ 43″ est   |       |
| Immeuble                                                                                               | Nancy                       | Meurthe-et-Moselle      | Grand Est                  | inscrit    | « PA00106196 », notice no PA00106196 | 48° 41′ 15″ nord, 6° 11′ 02″ est   |       |
| Immeuble                                                                                               | Nancy                       | Meurthe-et-Moselle      | Grand Est                  | inscrit    | « PA00106202 », notice no PA00106202 | 48° 41′ 42″ nord, 6° 10′ 52″ est   |       |
| Maison des Vallées                                                                                     | Nancy                       | Meurthe-et-Moselle      | Grand Est                  | inscrit    | « PA00106206 », notice no PA00106206 | 48° 41′ 45″ nord, 6° 10′ 51″ est   |       |
| Immeuble                                                                                               | Nancy                       | Meurthe-et-Moselle      | Grand Est                  | inscrit    | « PA00106207 », notice no PA00106207 | 48° 41′ 45″ nord, 6° 10′ 51″ est   |       |
| Immeuble                                                                                               | Nancy                       | Meurthe-et-Moselle      | Grand Est                  | inscrit    | « PA00106268 », notice no PA00106268 | 48° 41′ 24″ nord, 6° 11′ 05″ est   |       |
| Immeuble                                                                                               | Nancy                       | Meurthe-et-Moselle      | Grand Est                  | inscrit    | « PA00106292 », notice no PA00106292 | 48° 41′ 24″ nord, 6° 11′ 12″ est   |       |
| Maison de Hanvs                                                                                        | Nancy                       | Meurthe-et-Moselle      | Grand Est                  | inscrit    | « PA00106299 », notice no PA00106299 | 48° 41′ 24″ nord, 6° 10′ 58″ est   |       |
| Abbaye Saint-Paul                                                                                      | Verdun                      | Meuse                   | Grand Est                  | inscrit    | « PA00106655 », notice no PA00106655 | 49° 09′ 47″ nord, 5° 23′ 02″ est   |       |
| Chapelle Saint-Jacques                                                                                 | Brech                       | Morbihan                | Bretagne                   | inscrit    | « PA00091055 », notice no PA00091055 | 47° 43′ 10″ nord, 2° 59′ 35″ ouest |       |
| Chapelle Saint-Jean                                                                                    | Campénéac                   | Morbihan                | Bretagne                   | inscrit    | « PA00091071 », notice no PA00091071 | 47° 59′ 25″ nord, 2° 15′ 25″ ouest |       |
| Chapelle Notre-Dame de Kerdroguen                                                                      | Colpo                       | Morbihan                | Bretagne                   | inscrit    | « PA00091161 », notice no PA00091161 | 47° 48′ 54″ nord, 2° 46′ 51″ ouest |       |
| Fontaine de Loperhet                                                                                   | Grand-Champ                 | Morbihan                | Bretagne                   | inscrit    | « PA00091217 », notice no PA00091217 | 47° 47′ 54″ nord, 2° 52′ 17″ ouest |       |
| Calvaire et colonnes de Locmeltro (dites bornes milliaires)                                            | Guern                       | Morbihan                | Bretagne                   | inscrit    | « PA00091248 », notice no PA00091248 | 48° 02′ 49″ nord, 3° 08′ 44″ ouest |       |
| Tumulus de Kermain                                                                                     | Langonnet                   | Morbihan                | Bretagne                   | classé     | « PA00091342 », notice no PA00091342 | 48° 06′ 31″ nord, 3° 27′ 17″ ouest |       |
| Croix de cimetière                                                                                     | Forges de Lanouée           | Morbihan                | Bretagne                   | inscrit    | « PA00091347 », notice no PA00091347 | 48° 00′ 09″ nord, 2° 35′ 14″ ouest |       |
| Fontaine des Récollets                                                                                 | Port-Louis                  | Morbihan                | Bretagne                   | inscrit    | « PA00091586 », notice no PA00091586 | 47° 42′ 21″ nord, 3° 21′ 24″ ouest |       |
| Maison                                                                                                 | Port-Louis                  | Morbihan                | Bretagne                   | inscrit    | « PA00091588 », notice no PA00091588 | 47° 42′ 29″ nord, 3° 21′ 25″ ouest |       |
| Château d'Ereck                                                                                        | Questembert                 | Morbihan                | Bretagne                   | inscrit    | « PA00091596 », notice no PA00091596 | 47° 41′ 51″ nord, 2° 27′ 03″ ouest |       |
| Croix de Rougentin                                                                                     | Saint-Servant               | Morbihan                | Bretagne                   | inscrit    | « PA00091716 », notice no PA00091716 | 47° 54′ 23″ nord, 2° 29′ 31″ ouest |       |
| Église Saint-Pierre                                                                                    | Sérent                      | Morbihan                | Bretagne                   | classé     | « PA00091743 », notice no PA00091743 | 47° 49′ 23″ nord, 2° 30′ 22″ ouest |       |
| Fontaine Saint-Jean-Baptiste de Gorvello                                                               | Sulniac                     | Morbihan                | Bretagne                   | inscrit    | « PA00091748 », notice no PA00091748 | 47° 38′ 22″ nord, 2° 35′ 47″ ouest |       |
| Maison numéro 56                                                                                       | Cheminot                    | Moselle                 | Grand Est                  | inscrit    | « PA00106746 », notice no PA00106746 | 48° 56′ 48″ nord, 6° 08′ 23″ est   |       |
| Château de Chevenon                                                                                    | Chevenon                    | Nièvre                  | Bourgogne-Franche-Comté    | classé     | « PA00112844 », notice no PA00112844 | 46° 55′ 09″ nord, 3° 13′ 58″ est   |       |
| Remparts de Corbigny                                                                                   | Corbigny                    | Nièvre                  | Bourgogne-Franche-Comté    | inscrit    | « PA00112863 », notice no PA00112863 | 47° 15′ 30″ nord, 3° 41′ 02″ est   |       |
| Remparts de Decize                                                                                     | Decize                      | Nièvre                  | Bourgogne-Franche-Comté    | inscrit    | « PA00112876 », notice no PA00112876 | 46° 49′ 40″ nord, 3° 27′ 35″ est   |       |
| Église Saint-Sauveur                                                                                   | Nevers                      | Nièvre                  | Bourgogne-Franche-Comté    | inscrit    | « PA00112943 », notice no PA00112943 | 46° 59′ 07″ nord, 3° 09′ 27″ est   |       |
| Abbaye Saint-Genest                                                                                    | Nevers                      | Nièvre                  | Bourgogne-Franche-Comté    | inscrit    | « PA00112935 », notice no PA00112935 | 46° 59′ 11″ nord, 3° 09′ 17″ est   |       |
| Hôtel de Fontenay                                                                                      | Nevers                      | Nièvre                  | Bourgogne-Franche-Comté    | inscrit    | « PA00112947 », notice no PA00112947 | 46° 59′ 18″ nord, 3° 09′ 38″ est   |       |
| Abbaye de Fontmorigny                                                                                  | Nevers                      | Nièvre                  | Bourgogne-Franche-Comté    | inscrit    | « PA00112934 », notice no PA00112934 | 46° 59′ 28″ nord, 3° 09′ 54″ est   |       |
| Immeuble                                                                                               | Nevers                      | Nièvre                  | Bourgogne-Franche-Comté    | inscrit    | « PA00112953 », notice no PA00112953 | 46° 59′ 04″ nord, 3° 09′ 22″ est   |       |
| Hôtel Bourgeois                                                                                        | Nevers                      | Nièvre                  | Bourgogne-Franche-Comté    | inscrit    | « PA00112956 », notice no PA00112956 | 46° 59′ 09″ nord, 3° 09′ 31″ est   |       |
| Immeuble                                                                                               | Nevers                      | Nièvre                  | Bourgogne-Franche-Comté    | inscrit    | « PA00112952 », notice no PA00112952 | 46° 59′ 27″ nord, 3° 09′ 50″ est   |       |
| Maison                                                                                                 | Nevers                      | Nièvre                  | Bourgogne-Franche-Comté    | inscrit    | « PA00112959 », notice no PA00112959 | 46° 59′ 16″ nord, 3° 09′ 38″ est   |       |
| Remparts et vieux murs de la rue des Ouches                                                            | Nevers                      | Nièvre                  | Bourgogne-Franche-Comté    | inscrit    | « PA00112972 », notice no PA00112972 | 46° 59′ 20″ nord, 3° 09′ 38″ est   |       |
| Faïencerie de l'Autruche                                                                               | Nevers                      | Nièvre                  | Bourgogne-Franche-Comté    | inscrit    | « PA00112945 », notice no PA00112945 | 46° 59′ 07″ nord, 3° 09′ 21″ est   |       |
| Hôtel Tiersonnier                                                                                      | Nevers                      | Nièvre                  | Bourgogne-Franche-Comté    | inscrit    | « PA00112948 », notice no PA00112948 | 46° 59′ 31″ nord, 3° 09′ 49″ est   |       |
| Immeuble                                                                                               | Nevers                      | Nièvre                  | Bourgogne-Franche-Comté    | inscrit    | « PA00112954 », notice no PA00112954 | 46° 59′ 23″ nord, 3° 09′ 50″ est   |       |
| Maison                                                                                                 | Nevers                      | Nièvre                  | Bourgogne-Franche-Comté    | inscrit    | « PA00112957 », notice no PA00112957 | 46° 59′ 12″ nord, 3° 09′ 28″ est   |       |
| Maison                                                                                                 | Nevers                      | Nièvre                  | Bourgogne-Franche-Comté    | inscrit    | « PA00112961 », notice no PA00112961 | 46° 59′ 28″ nord, 3° 09′ 48″ est   |       |
| Immeuble                                                                                               | Nevers                      | Nièvre                  | Bourgogne-Franche-Comté    | inscrit    | « PA00112950 », notice no PA00112950 | 46° 59′ 09″ nord, 3° 09′ 31″ est   |       |
| Vestiges des remparts                                                                                  | Nevers                      | Nièvre                  | Bourgogne-Franche-Comté    | inscrit    | « PA00112968 », notice no PA00112968 | 46° 59′ 15″ nord, 3° 09′ 40″ est   |       |
| Château des Bordes                                                                                     | Urzy                        | Nièvre                  | Bourgogne-Franche-Comté    | inscrit    | « PA00113037 », notice no PA00113037 | 47° 03′ 13″ nord, 3° 12′ 46″ est   |       |
| Château des évêques d'Auxerre                                                                          | Varzy                       | Nièvre                  | Bourgogne-Franche-Comté    | inscrit    | « PA00113041 », notice no PA00113041 | 47° 21′ 26″ nord, 3° 23′ 04″ est   |       |
| Puits couvert de Varzy                                                                                 | Varzy                       | Nièvre                  | Bourgogne-Franche-Comté    | inscrit    | « PA00113048 », notice no PA00113048 | 47° 21′ 36″ nord, 3° 23′ 23″ est   |       |
| Ancienne Abbaye Saint-Winoc                                                                            | Bergues                     | Nord                    | Hauts-de-France            | inscrit    | « PA00107366 », notice no PA00107366 | 50° 58′ 05″ nord, 2° 26′ 20″ est   |       |
| Maison                                                                                                 | Cambrai                     | Nord                    | Hauts-de-France            | inscrit    | « PA00107407 », notice no PA00107407 | 50° 10′ 28″ nord, 3° 14′ 11″ est   |       |
| Immeuble                                                                                               | Cassel                      | Nord                    | Hauts-de-France            | inscrit    | « PA00107423 », notice no PA00107423 | 50° 47′ 58″ nord, 2° 29′ 12″ est   |       |
| Hôpital général                                                                                        | Douai                       | Nord                    | Hauts-de-France            | inscrit    | « PA00107454 », notice no PA00107454 | 50° 22′ 04″ nord, 3° 05′ 11″ est   |       |
| Ancien fort Saint-Sauveur                                                                              | Lille                       | Nord                    | Hauts-de-France            | inscrit    | « PA00107585 », notice no PA00107585 | 50° 37′ 46″ nord, 3° 04′ 18″ est   |       |
| Maison                                                                                                 | Lille                       | Nord                    | Hauts-de-France            | inscrit    | « PA00107689 », notice no PA00107689 | 50° 38′ 18″ nord, 3° 03′ 50″ est   |       |
| Chapelle de Notre-Dame-de-Hal                                                                          | Marbaix                     | Nord                    | Hauts-de-France            | inscrit    | « PA00107735 », notice no PA00107735 | 50° 07′ 45″ nord, 3° 51′ 01″ est   |       |
| Château de Raismes                                                                                     | Raismes                     | Nord                    | Hauts-de-France            | inscrit    | « PA00107780 », notice no PA00107780 | 50° 23′ 54″ nord, 3° 29′ 06″ est   |       |
| Château de Zuthove                                                                                     | Renescure                   | Nord                    | Hauts-de-France            | inscrit    | « PA00107784 », notice no PA00107784 | 50° 43′ 37″ nord, 2° 22′ 17″ est   |       |
| Chapelle Notre-Dame-des-Affligés de Saint-Hilaire-sur-Helpe                                            | Saint-Hilaire-sur-Helpe     | Nord                    | Hauts-de-France            | inscrit    | « PA00107803 », notice no PA00107803 | 50° 07′ 51″ nord, 3° 54′ 11″ est   |       |
| Chapelle Sainte-Anne de Saint-Hilaire-sur-Helpe                                                        | Saint-Hilaire-sur-Helpe     | Nord                    | Hauts-de-France            | inscrit    | « PA00107801 », notice no PA00107801 | 50° 08′ 06″ nord, 3° 54′ 09″ est   |       |
| Hôtel Floréal                                                                                          | Valenciennes                | Nord                    | Hauts-de-France            | classé     | « PA00107854 », notice no PA00107854 | 50° 21′ 33″ nord, 3° 31′ 14″ est   |       |
| Église Saint-Géry                                                                                      | Valenciennes                | Nord                    | Hauts-de-France            | classé     | « PA00107849 », notice no PA00107849 | 50° 21′ 31″ nord, 3° 31′ 14″ est   |       |
| Immeuble                                                                                               | Clermont                    | Oise                    | Hauts-de-France            | inscrit    | « PA00114601 », notice no PA00114601 | 49° 22′ 45″ nord, 2° 25′ 00″ est   |       |
| Hôpital Saint-Joseph                                                                                   | Compiègne                   | Oise                    | Hauts-de-France            | inscrit    | « PA00114618 », notice no PA00114618 | 49° 24′ 35″ nord, 2° 49′ 14″ est   |       |
| Hôtel d'Artois                                                                                         | Compiègne                   | Oise                    | Hauts-de-France            | inscrit    | « PA00114619 », notice no PA00114619 | 49° 25′ 09″ nord, 2° 49′ 39″ est   |       |
| Auberge des Trois Lurons                                                                               | Compiègne                   | Oise                    | Hauts-de-France            | inscrit    | « PA00114606 », notice no PA00114606 | 49° 25′ 13″ nord, 2° 49′ 38″ est   |       |
| Maison                                                                                                 | Compiègne                   | Oise                    | Hauts-de-France            | inscrit    | « PA00114630 », notice no PA00114630 | 49° 25′ 00″ nord, 2° 49′ 33″ est   |       |
| Grenier à sel                                                                                          | Compiègne                   | Oise                    | Hauts-de-France            | inscrit    | « PA00114617 », notice no PA00114617 | 49° 24′ 59″ nord, 2° 49′ 32″ est   |       |
| Couvent des Cordeliers                                                                                 | Compiègne                   | Oise                    | Hauts-de-France            | inscrit    | « PA00114623 », notice no PA00114623 | 49° 25′ 02″ nord, 2° 49′ 48″ est   |       |
| Hôtel de Toulouse                                                                                      | Compiègne                   | Oise                    | Hauts-de-France            | inscrit    | « PA00114624 », notice no PA00114624 | 49° 24′ 58″ nord, 2° 49′ 42″ est   |       |
| Hôtel                                                                                                  | Compiègne                   | Oise                    | Hauts-de-France            | inscrit    | « PA00114625 », notice no PA00114625 | 49° 24′ 56″ nord, 2° 49′ 30″ est   |       |
| Maison                                                                                                 | Compiègne                   | Oise                    | Hauts-de-France            | inscrit    | « PA00114634 », notice no PA00114634 | 49° 25′ 12″ nord, 2° 49′ 33″ est   |       |
| Prison contiguë à l'hôtel de ville                                                                     | Compiègne                   | Oise                    | Hauts-de-France            | inscrit    | « PA00114637 », notice no PA00114637 | 49° 25′ 04″ nord, 2° 49′ 36″ est   |       |
| Fontaine de Mortefontaine                                                                              | Mortefontaine               | Oise                    | Hauts-de-France            | classé     | « PA00114763 », notice no PA00114763 | 49° 06′ 38″ nord, 2° 36′ 06″ est   |       |
| Prieuré de la Verrue                                                                                   | Pimprez                     | Oise                    | Hauts-de-France            | inscrit    | « PA00114806 », notice no PA00114806 | 49° 29′ 39″ nord, 2° 56′ 24″ est   |       |
| Château du Plessis-Brion                                                                               | Le Plessis-Brion            | Oise                    | Hauts-de-France            | inscrit    | « PA00114811 », notice no PA00114811 | 49° 28′ 03″ nord, 2° 53′ 34″ est   |       |
| Bâtiment conventuel de Venette                                                                         | Venette                     | Oise                    | Hauts-de-France            | inscrit    | « PA00114940 », notice no PA00114940 | 49° 25′ 02″ nord, 2° 47′ 59″ est   |       |
| Pigeonnier                                                                                             | Venette                     | Oise                    | Hauts-de-France            | inscrit    | « PA00114943 », notice no PA00114943 | 49° 24′ 57″ nord, 2° 47′ 54″ est   |       |
| Pigeonnier                                                                                             | Venette                     | Oise                    | Hauts-de-France            | inscrit    | « PA00114942 », notice no PA00114942 | 49° 25′ 01″ nord, 2° 47′ 59″ est   |       |
| Maison de Henri IV                                                                                     | Argentan                    | Orne                    | Normandie                  | classé     | « PA00110728 », notice no PA00110728 | 48° 44′ 40″ nord, 0° 01′ 13″ ouest |       |
| Pyramide                                                                                               | 12e arrondissement de Paris | Paris                   | Île-de-France              | classé     | « PA00086584 », notice no PA00086584 | 48° 50′ 02″ nord, 2° 26′ 43″ est   |       |
| Hôtel Dodun                                                                                            | 1er arrondissement de Paris | Paris                   | Île-de-France              | inscrit    | « PA00085819 », notice no PA00085819 | 48° 51′ 53″ nord, 2° 20′ 09″ est   |       |
| Immeuble                                                                                               | 1er arrondissement de Paris | Paris                   | Île-de-France              | inscrit    | « PA00085966 », notice no PA00085966 | 48° 51′ 48″ nord, 2° 20′ 17″ est   |       |
| Immeuble                                                                                               | 1er arrondissement de Paris | Paris                   | Île-de-France              | inscrit    | « PA00085959 », notice no PA00085959 | 48° 51′ 49″ nord, 2° 20′ 18″ est   |       |
| Immeuble                                                                                               | 1er arrondissement de Paris | Paris                   | Île-de-France              | inscrit    | « PA00085961 », notice no PA00085961 | 48° 51′ 48″ nord, 2° 20′ 18″ est   |       |
| Immeuble                                                                                               | 1er arrondissement de Paris | Paris                   | Île-de-France              | inscrit    | « PA00085963 », notice no PA00085963 | 48° 51′ 48″ nord, 2° 20′ 18″ est   |       |
| Immeuble                                                                                               | 1er arrondissement de Paris | Paris                   | Île-de-France              | inscrit    | « PA00085964 », notice no PA00085964 | 48° 51′ 46″ nord, 2° 20′ 16″ est   |       |
| Immeuble                                                                                               | 1er arrondissement de Paris | Paris                   | Île-de-France              | inscrit    | « PA00085962 », notice no PA00085962 | 48° 51′ 47″ nord, 2° 20′ 18″ est   |       |
| Immeuble                                                                                               | 1er arrondissement de Paris | Paris                   | Île-de-France              | inscrit    | « PA00085965 », notice no PA00085965 | 48° 51′ 47″ nord, 2° 20′ 16″ est   |       |
| Immeuble                                                                                               | 1er arrondissement de Paris | Paris                   | Île-de-France              | inscrit    | « PA00085967 », notice no PA00085967 | 48° 51′ 49″ nord, 2° 20′ 17″ est   |       |
| Immeuble                                                                                               | 1er arrondissement de Paris | Paris                   | Île-de-France              | inscrit    | « PA00085960 », notice no PA00085960 | 48° 51′ 47″ nord, 2° 20′ 17″ est   |       |
| Hôtel d'Aumont                                                                                         | 4e arrondissement de Paris  | Paris                   | Île-de-France              | classé     | « PA00086276 », notice no PA00086276 | 48° 51′ 16″ nord, 2° 21′ 30″ est   |       |
| Immeuble                                                                                               | 6e arrondissement de Paris  | Paris                   | Île-de-France              | inscrit    | « PA00088555 », notice no PA00088555 | 48° 51′ 14″ nord, 2° 20′ 11″ est   |       |
| Immeuble                                                                                               | 6e arrondissement de Paris  | Paris                   | Île-de-France              | inscrit    | « PA00088601 », notice no PA00088601 | 48° 51′ 00″ nord, 2° 20′ 18″ est   |       |
| Immeuble                                                                                               | 6e arrondissement de Paris  | Paris                   | Île-de-France              | inscrit    | « PA00088605 », notice no PA00088605 | 48° 50′ 59″ nord, 2° 20′ 18″ est   |       |
| Immeuble                                                                                               | 6e arrondissement de Paris  | Paris                   | Île-de-France              | inscrit    | « PA00088607 », notice no PA00088607 | 48° 51′ 06″ nord, 2° 20′ 19″ est   |       |
| Immeuble                                                                                               | 6e arrondissement de Paris  | Paris                   | Île-de-France              | inscrit    | « PA00088599 », notice no PA00088599 | 48° 51′ 00″ nord, 2° 20′ 19″ est   |       |
| Immeuble                                                                                               | 6e arrondissement de Paris  | Paris                   | Île-de-France              | inscrit    | « PA00088603 », notice no PA00088603 | 48° 50′ 59″ nord, 2° 20′ 17″ est   |       |
| Immeuble                                                                                               | 6e arrondissement de Paris  | Paris                   | Île-de-France              | inscrit    | « PA00088612 », notice no PA00088612 | 48° 51′ 04″ nord, 2° 20′ 19″ est   |       |
| Immeuble                                                                                               | 6e arrondissement de Paris  | Paris                   | Île-de-France              | inscrit    | « PA00088615 », notice no PA00088615 | 48° 51′ 03″ nord, 2° 20′ 19″ est   |       |
| Immeuble                                                                                               | 6e arrondissement de Paris  | Paris                   | Île-de-France              | inscrit    | « PA00088604 », notice no PA00088604 | 48° 50′ 59″ nord, 2° 20′ 21″ est   |       |
| Immeuble                                                                                               | 6e arrondissement de Paris  | Paris                   | Île-de-France              | inscrit    | « PA00088610 », notice no PA00088610 | 48° 51′ 05″ nord, 2° 20′ 19″ est   |       |
| Immeuble                                                                                               | 6e arrondissement de Paris  | Paris                   | Île-de-France              | inscrit    | « PA00088600 », notice no PA00088600 | 48° 51′ 00″ nord, 2° 20′ 21″ est   |       |
| Immeuble                                                                                               | 6e arrondissement de Paris  | Paris                   | Île-de-France              | inscrit    | « PA00088602 », notice no PA00088602 | 48° 50′ 59″ nord, 2° 20′ 21″ est   |       |
| Hôtel de Beaumont (ancien Hôtel de Masseran)                                                           | 7e arrondissement de Paris  | Paris                   | Île-de-France              | classé     | « PA00088695 », notice no PA00088695 | 48° 50′ 54″ nord, 2° 18′ 52″ est   |       |
| Hôtel Gouffier de Thoix (actuel annexe des services du premier ministre)                               | 7e arrondissement de Paris  | Paris                   | Île-de-France              | classé     | « PA00088712 », notice no PA00088712 | 48° 51′ 17″ nord, 2° 19′ 17″ est   |       |
| Collège                                                                                                | Aire-sur-la-Lys             | Pas-de-Calais           | Hauts-de-France            | inscrit    | « PA00107935 », notice no PA00107935 | 50° 38′ 22″ nord, 2° 23′ 57″ est   |       |
| Ancien hôpital Saint-Jean-Baptiste                                                                     | Aire-sur-la-Lys             | Pas-de-Calais           | Hauts-de-France            | inscrit    | « PA00107939 », notice no PA00107939 | 50° 38′ 25″ nord, 2° 23′ 49″ est   |       |
| Maison des Dévotaires                                                                                  | Aire-sur-la-Lys             | Pas-de-Calais           | Hauts-de-France            | inscrit    | « PA00107943 », notice no PA00107943 | 50° 38′ 20″ nord, 2° 23′ 57″ est   |       |
| refuge des moines de l'abbaye du mont Saint-Éloi                                                       | Arras                       | Pas-de-Calais           | Hauts-de-France            | inscrit    | « PA00107961 », notice no PA00107961 | 50° 17′ 30″ nord, 2° 46′ 10″ est   |       |
| Maison                                                                                                 | Arras                       | Pas-de-Calais           | Hauts-de-France            | inscrit    | « PA00108130 », notice no PA00108130 | 50° 17′ 42″ nord, 2° 46′ 27″ est   |       |
| Maison                                                                                                 | Arras                       | Pas-de-Calais           | Hauts-de-France            | inscrit    | « PA00108132 », notice no PA00108132 | 50° 17′ 35″ nord, 2° 46′ 46″ est   |       |
| Maison                                                                                                 | Arras                       | Pas-de-Calais           | Hauts-de-France            | inscrit    | « PA00107987 », notice no PA00107987 | 50° 17′ 30″ nord, 2° 46′ 17″ est   |       |
| Maison                                                                                                 | Arras                       | Pas-de-Calais           | Hauts-de-France            | inscrit    | « PA00107988 », notice no PA00107988 | 50° 17′ 28″ nord, 2° 45′ 54″ est   |       |
| Maison à l'enseigne de la Renommée                                                                     | Arras                       | Pas-de-Calais           | Hauts-de-France            | inscrit    | « PA00107990 », notice no PA00107990 | 50° 17′ 27″ nord, 2° 45′ 51″ est   |       |
| Théâtre                                                                                                | Arras                       | Pas-de-Calais           | Hauts-de-France            | inscrit    | « PA00107986 », notice no PA00107986 | 50° 17′ 25″ nord, 2° 46′ 25″ est   |       |
| Maison                                                                                                 | Arras                       | Pas-de-Calais           | Hauts-de-France            | inscrit    | « PA00107989 », notice no PA00107989 | 50° 17′ 28″ nord, 2° 45′ 53″ est   |       |
| Maison                                                                                                 | Arras                       | Pas-de-Calais           | Hauts-de-France            | inscrit    | « PA00108073 », notice no PA00108073 |                                    |       |
| Immeuble                                                                                               | Arras                       | Pas-de-Calais           | Hauts-de-France            | inscrit    | « PA00108075 », notice no PA00108075 | 50° 17′ 28″ nord, 2° 46′ 04″ est   |       |
| Maison                                                                                                 | Arras                       | Pas-de-Calais           | Hauts-de-France            | inscrit    | « PA00108076 », notice no PA00108076 | 50° 17′ 28″ nord, 2° 46′ 28″ est   |       |
| Abbaye d'Henin-Liétard                                                                                 | Arras                       | Pas-de-Calais           | Hauts-de-France            | inscrit    | « PA00107960 », notice no PA00107960 | 50° 17′ 20″ nord, 2° 46′ 01″ est   |       |
| Couvent des Clarisses                                                                                  | Arras                       | Pas-de-Calais           | Hauts-de-France            | inscrit    | « PA00107967 », notice no PA00107967 | 50° 17′ 24″ nord, 2° 45′ 50″ est   |       |
| Hôtel Dubois de Fosseux                                                                                | Arras                       | Pas-de-Calais           | Hauts-de-France            | inscrit    | « PA00107972 », notice no PA00107972 | 50° 17′ 35″ nord, 2° 46′ 38″ est   |       |
| Ancien quartier Schramm                                                                                | Arras                       | Pas-de-Calais           | Hauts-de-France            | inscrit    | « PA00107983 », notice no PA00107983 | 50° 17′ 24″ nord, 2° 45′ 59″ est   |       |
| Maison                                                                                                 | Arras                       | Pas-de-Calais           | Hauts-de-France            | inscrit    | « PA00107991 », notice no PA00107991 | 50° 17′ 42″ nord, 2° 46′ 31″ est   |       |
| Maison à pignon jouxtant le palais de justice                                                          | Arras                       | Pas-de-Calais           | Hauts-de-France            | inscrit    | « PA00107994 », notice no PA00107994 | 50° 17′ 25″ nord, 2° 46′ 33″ est   |       |
| Hôpital Saint-Éloy                                                                                     | Arras                       | Pas-de-Calais           | Hauts-de-France            | inscrit    | « PA00107969 », notice no PA00107969 | 50° 17′ 41″ nord, 2° 46′ 30″ est   |       |
| Hôtel de Lur-Saluces                                                                                   | Arras                       | Pas-de-Calais           | Hauts-de-France            | inscrit    | « PA00107975 », notice no PA00107975 | 50° 17′ 22″ nord, 2° 46′ 33″ est   |       |
| Palais des États d'Artois                                                                              | Arras                       | Pas-de-Calais           | Hauts-de-France            | classé     | « PA00107982 », notice no PA00107982 | 50° 17′ 24″ nord, 2° 46′ 33″ est   |       |
| Maison                                                                                                 | Arras                       | Pas-de-Calais           | Hauts-de-France            | inscrit    | « PA00107992 », notice no PA00107992 |                                    |       |
| Maison                                                                                                 | Arras                       | Pas-de-Calais           | Hauts-de-France            | inscrit    | « PA00108069 », notice no PA00108069 | 50° 17′ 27″ nord, 2° 46′ 25″ est   |       |
| Maison à l'enseigne de La Charrette                                                                    | Arras                       | Pas-de-Calais           | Hauts-de-France            | inscrit    | « PA00108071 », notice no PA00108071 | 50° 17′ 34″ nord, 2° 46′ 37″ est   |       |
| Maison                                                                                                 | Arras                       | Pas-de-Calais           | Hauts-de-France            | inscrit    | « PA00108133 », notice no PA00108133 | 50° 17′ 35″ nord, 2° 46′ 46″ est   |       |
| Maison                                                                                                 | Arras                       | Pas-de-Calais           | Hauts-de-France            | inscrit    | « PA00108159 », notice no PA00108159 |                                    |       |
| Palais impérial de Boulogne-sur-Mer                                                                    | Boulogne-sur-Mer            | Pas-de-Calais           | Hauts-de-France            | inscrit    | « PA00108232 », notice no PA00108232 | 50° 43′ 28″ nord, 1° 36′ 47″ est   |       |
| Abbaye de Clairmarais                                                                                  | Clairmarais                 | Pas-de-Calais           | Hauts-de-France            | inscrit    | « PA00108253 », notice no PA00108253 | 50° 46′ 08″ nord, 2° 18′ 20″ est   |       |
| Église Saint-Vaast de Wamin                                                                            | Estrée-Wamin                | Pas-de-Calais           | Hauts-de-France            | inscrit    | « PA00108272 », notice no PA00108272 | 50° 16′ 30″ nord, 2° 24′ 04″ est   |       |
| Abbaye de Cercamps                                                                                     | Frévent                     | Pas-de-Calais           | Hauts-de-France            | inscrit    | « PA00108286 », notice no PA00108286 | 50° 16′ 10″ nord, 2° 18′ 04″ est   |       |
| Hôtel de ville d’Hesdin                                                                                | Hesdin                      | Pas-de-Calais           | Hauts-de-France            | inscrit    | « PA00108312 », notice no PA00108312 | 50° 22′ 23″ nord, 2° 02′ 11″ est   |       |
| Cimetière de Merck-Saint-Liévin                                                                        | Merck-Saint-Liévin          | Pas-de-Calais           | Hauts-de-France            | inscrit    | « PA00108348 », notice no PA00108348 | 50° 37′ 21″ nord, 2° 07′ 05″ est   |       |
| Église Saint-Georges de Saint-Georges                                                                  | Saint-Georges               | Pas-de-Calais           | Hauts-de-France            | inscrit    | « PA00108394 », notice no PA00108394 | 50° 21′ 33″ nord, 2° 05′ 20″ est   |       |
| Maison des Trois Roys                                                                                  | Saint-Omer                  | Pas-de-Calais           | Hauts-de-France            | inscrit    | « PA00108417 », notice no PA00108417 | 50° 44′ 53″ nord, 2° 15′ 16″ est   |       |
| Palais épiscopal                                                                                       | Saint-Omer                  | Pas-de-Calais           | Hauts-de-France            | inscrit    | « PA00108414 », notice no PA00108414 | 50° 44′ 52″ nord, 2° 15′ 13″ est   |       |
| Croix de Demencourt                                                                                    | Sainte-Catherine-lès-Arras  | Pas-de-Calais           | Hauts-de-France            | inscrit    | « PA00108391 », notice no PA00108391 | 50° 17′ 57″ nord, 2° 46′ 02″ est   |       |
| Église Notre-Dame de Vaudricourt                                                                       | Vaudricourt                 | Pas-de-Calais           | Hauts-de-France            | inscrit    | « PA00108435 », notice no PA00108435 | 50° 29′ 58″ nord, 2° 37′ 40″ est   |       |
| Château de Nobles                                                                                      | La Chapelle-sous-Brancion   | Saône-et-Loire          | Bourgogne-Franche-Comté    | inscrit    | « PA00113191 », notice no PA00113191 | 46° 32′ 29″ nord, 4° 47′ 09″ est   |       |
| Château de la Clayette                                                                                 | La Clayette                 | Saône-et-Loire          | Bourgogne-Franche-Comté    | classé     | « PA00113218 », notice no PA00113218 | 46° 17′ 36″ nord, 4° 18′ 22″ est   |       |
| Fontaine des Serpents                                                                                  | Cluny                       | Saône-et-Loire          | Bourgogne-Franche-Comté    | inscrit    | « PA00113226 », notice no PA00113226 | 46° 26′ 05″ nord, 4° 39′ 24″ est   |       |
| Maisons romane et gothique                                                                             | Cluny                       | Saône-et-Loire          | Bourgogne-Franche-Comté    | inscrit    | « PA00113242 », notice no PA00113242 | 46° 26′ 00″ nord, 4° 39′ 30″ est   |       |
| Prieuré Saint-Mayeul                                                                                   | Cluny                       | Saône-et-Loire          | Bourgogne-Franche-Comté    | inscrit    | « PA00113244 », notice no PA00113244 | 46° 26′ 17″ nord, 4° 39′ 19″ est   |       |
| Château de Cruzille                                                                                    | Cruzille                    | Saône-et-Loire          | Bourgogne-Franche-Comté    | inscrit    | « PA00113254 », notice no PA00113254 | 46° 30′ 17″ nord, 4° 47′ 33″ est   |       |
| Église Saint-Martial-de-Limoges de Demigny                                                             | Demigny                     | Saône-et-Loire          | Bourgogne-Franche-Comté    | inscrit    | « PA00113266 », notice no PA00113266 | 46° 55′ 52″ nord, 4° 50′ 13″ est   |       |
| Château de Messey-sur-Grosne                                                                           | Messey-sur-Grosne           | Saône-et-Loire          | Bourgogne-Franche-Comté    | inscrit    | « PA00113362 », notice no PA00113362 | 46° 38′ 36″ nord, 4° 44′ 33″ est   |       |
| Pont sur le Doubs                                                                                      | Navilly                     | Saône-et-Loire          | Bourgogne-Franche-Comté    | classé     | « PA00113376 », notice no PA00113376 | 46° 56′ 21″ nord, 5° 08′ 59″ est   |       |
| Église Sainte-Madeleine de Péronne                                                                     | Péronne                     | Saône-et-Loire          | Bourgogne-Franche-Comté    | inscrit    | « PA00113387 », notice no PA00113387 | 46° 26′ 17″ nord, 4° 48′ 38″ est   |       |
| Château de Ruffey                                                                                      | Sennecey-le-Grand           | Saône-et-Loire          | Bourgogne-Franche-Comté    | inscrit    | « PA00113473 », notice no PA00113473 | 46° 37′ 45″ nord, 4° 51′ 04″ est   |       |
| Chapelle de Verniette                                                                                  | Conlie                      | Sarthe                  | Pays de la Loire           | classé     | « PA00109723 », notice no PA00109723 | 48° 06′ 37″ nord, 0° 02′ 19″ ouest |       |
| Hôtel Nepveu de Rouillon                                                                               | Le Mans                     | Sarthe                  | Pays de la Loire           | classé     | « PA00109821 », notice no PA00109821 | 48° 00′ 25″ nord, 0° 11′ 41″ est   |       |
| Immeuble                                                                                               | Le Mans                     | Sarthe                  | Pays de la Loire           | classé     | « PA00109806 », notice no PA00109806 | 48° 00′ 22″ nord, 0° 11′ 52″ est   |       |
| Maison des Deux Amis                                                                                   | Le Mans                     | Sarthe                  | Pays de la Loire           | classé     | « PA00109827 », notice no PA00109827 | 48° 00′ 32″ nord, 0° 11′ 51″ est   |       |
| Hôtel de Vignolles                                                                                     | Le Mans                     | Sarthe                  | Pays de la Loire           | classé     | « PA00109820 », notice no PA00109820 | 48° 00′ 28″ nord, 0° 11′ 49″ est   |       |
| Cimetière de Parigné-l'Évêque                                                                          | Parigné-l'Évêque            | Sarthe                  | Pays de la Loire           | inscrit    | « PA00109902 », notice no PA00109902 | 47° 56′ 10″ nord, 0° 22′ 01″ est   |       |
| Chapelle Saint-Jean-Baptiste de Flacé                                                                  | Souligné-Flacé              | Sarthe                  | Pays de la Loire           | classé     | « PA00109974 », notice no PA00109974 | 47° 57′ 28″ nord, 0° 00′ 34″ est   |       |
| Couvent de la Visitation                                                                               | Chambéry                    | Savoie                  | Auvergne-Rhône-Alpes       | inscrit    | « PA00118228 », notice no PA00118228 | 45° 34′ 20″ nord, 5° 55′ 24″ est   |       |
| Immeuble (hôtel Dieulefis)                                                                             | Chambéry                    | Savoie                  | Auvergne-Rhône-Alpes       | inscrit    | « PA00118239 », notice no PA00118239 | 45° 33′ 51″ nord, 5° 55′ 16″ est   |       |
| Croix de carrefour de La Brosse-Montceaux                                                              | La Brosse-Montceaux         | Seine-et-Marne          | Île-de-France              | inscrit    | « PA00086838 », notice no PA00086838 | 48° 20′ 28″ nord, 3° 01′ 27″ est   |       |
| Église Saint-Corneille de Chartrettes                                                                  | Chartrettes                 | Seine-et-Marne          | Île-de-France              | inscrit    | « PA00086867 », notice no PA00086867 | 48° 29′ 19″ nord, 2° 42′ 01″ est   |       |
| Château des Boulayes                                                                                   | Châtres                     | Seine-et-Marne          | Île-de-France              | inscrit    | « PA00086883 », notice no PA00086883 | 48° 43′ 29″ nord, 2° 47′ 48″ est   |       |
| Château de Diant                                                                                       | Diant                       | Seine-et-Marne          | Île-de-France              | inscrit    | « PA00086927 », notice no PA00086927 | 48° 16′ 45″ nord, 2° 59′ 42″ est   |       |
| Église Saint-Martin d'Égreville                                                                        | Égreville                   | Seine-et-Marne          | Île-de-France              | inscrit    | « PA00086947 », notice no PA00086947 | 48° 10′ 34″ nord, 2° 52′ 18″ est   |       |
| Château d'Esmans                                                                                       | Esmans                      | Seine-et-Marne          | Île-de-France              | inscrit    | « PA00086951 », notice no PA00086951 | 48° 21′ 02″ nord, 2° 58′ 30″ est   |       |
| Croix de cimetière de Flagy                                                                            | Flagy                       | Seine-et-Marne          | Île-de-France              | inscrit    | « PA00086961 », notice no PA00086961 | 48° 18′ 40″ nord, 2° 55′ 14″ est   |       |
| Croix de la tombe d'Adrien Ligeron                                                                     | Flagy                       | Seine-et-Marne          | Île-de-France              | inscrit    | « PA00086962 », notice no PA00086962 | 48° 18′ 40″ nord, 2° 55′ 16″ est   |       |
| Église Notre-Dame-de-l'Assomption de Flagy                                                             | Flagy                       | Seine-et-Marne          | Île-de-France              | inscrit    | « PA00086963 », notice no PA00086963 | 48° 18′ 44″ nord, 2° 55′ 21″ est   |       |
| Croix de la Pierre Percée                                                                              | Lorrez-le-Bocage-Préaux     | Seine-et-Marne          | Île-de-France              | inscrit    | « PA00087066 », notice no PA00087066 | 48° 14′ 29″ nord, 2° 54′ 17″ est   |       |
| Église Saint-Barthélemy de Melun                                                                       | Melun                       | Seine-et-Marne          | Île-de-France              | inscrit    | « PA00087098 », notice no PA00087098 | 48° 32′ 30″ nord, 2° 39′ 21″ est   |       |
| Prieuré Saint-Sauveur                                                                                  | Melun                       | Seine-et-Marne          | Île-de-France              | inscrit    | « PA00087102 », notice no PA00087102 | 48° 32′ 10″ nord, 2° 39′ 28″ est   |       |
| Hôtel de préfecture de Seine-et-Marne                                                                  | Melun                       | Seine-et-Marne          | Île-de-France              | inscrit    | « PA00087095 », notice no PA00087095 | 48° 32′ 27″ nord, 2° 39′ 18″ est   |       |
| Château de Montereau-Fault-Yonne                                                                       | Montereau-Fault-Yonne       | Seine-et-Marne          | Île-de-France              | inscrit    | « PA00087116 », notice no PA00087116 | 48° 23′ 16″ nord, 2° 57′ 37″ est   |       |
| Logis du Grand-Cerf de Montereau-Fault-Yonne                                                           | Montereau-Fault-Yonne       | Seine-et-Marne          | Île-de-France              | inscrit    | « PA00087119 », notice no PA00087119 | 48° 23′ 14″ nord, 2° 57′ 21″ est   |       |
| Hospice de la Charité de Montereau-Fault-Yonne                                                         | Montereau-Fault-Yonne       | Seine-et-Marne          | Île-de-France              | inscrit    | « PA00087120 », notice no PA00087120 | 48° 23′ 10″ nord, 2° 57′ 22″ est   |       |
| Hostellerie de la Levrette de Montereau-Fault-Yonne                                                    | Montereau-Fault-Yonne       | Seine-et-Marne          | Île-de-France              | inscrit    | « PA00087121 », notice no PA00087121 | 48° 23′ 18″ nord, 2° 57′ 11″ est   |       |
| Croix du carrefour des Noues                                                                           | Diant                       | Seine-et-Marne          | Île-de-France              | inscrit    | « PA00087132 », notice no PA00087132 | 48° 18′ 00″ nord, 2° 59′ 53″ est   |       |
| Trois Croix de cimetière de Montmachoux                                                                | Montmachoux                 | Seine-et-Marne          | Île-de-France              | inscrit    | « PA00087134 », notice no PA00087134 | 48° 19′ 09″ nord, 2° 59′ 44″ est   |       |
| Croix de cimetière de Nonville                                                                         | Nonville                    | Seine-et-Marne          | Île-de-France              | inscrit    | « PA00087181 », notice no PA00087181 | 48° 16′ 54″ nord, 2° 47′ 40″ est   |       |
| Château de Courtry                                                                                     | Sivry-Courtry               | Seine-et-Marne          | Île-de-France              | inscrit    | « PA00087287 », notice no PA00087287 | 48° 32′ 32″ nord, 2° 46′ 05″ est   |       |
| Église Saint-Lambert de Varennes-sur-Seine                                                             | Varennes-sur-Seine          | Seine-et-Marne          | Île-de-France              | inscrit    | « PA00087305 », notice no PA00087305 | 48° 22′ 31″ nord, 2° 55′ 32″ est   |       |
| Château de Vaux-le-Pénil                                                                               | Vaux-le-Pénil               | Seine-et-Marne          | Île-de-France              | inscrit    | « PA00087309 », notice no PA00087309 | 48° 31′ 56″ nord, 2° 40′ 12″ est   |       |
| Église Saint-Fortuné de Vernou                                                                         | Vernou-la-Celle-sur-Seine   | Seine-et-Marne          | Île-de-France              | inscrit    | « PA00087315 », notice no PA00087315 | 48° 23′ 19″ nord, 2° 50′ 50″ est   |       |
| Maison de Stéphane Mallarmé                                                                            | Vulaines-sur-Seine          | Seine-et-Marne          | Île-de-France              | inscrit    | « PA00087333 », notice no PA00087333 | 48° 25′ 52″ nord, 2° 44′ 48″ est   |       |
| Château de Bosmelet                                                                                    | Auffay                      | Seine-Maritime          | Normandie                  | classé     | « PA00100548 », notice no PA00100548 | 49° 42′ 04″ nord, 1° 07′ 32″ est   |       |
| Château de Filières                                                                                    | Gommerville                 | Seine-Maritime          | Normandie                  | inscrit    | « PA00100672 », notice no PA00100672 | 49° 33′ 42″ nord, 0° 22′ 20″ est   |       |
| Hôtel de Brocques                                                                                      | Le Havre                    | Seine-Maritime          | Normandie                  | classé     | « PA00100698 », notice no PA00100698 | 49° 29′ 21″ nord, 0° 06′ 42″ est   |       |
| Immeuble                                                                                               | Le Havre                    | Seine-Maritime          | Normandie                  | inscrit    | « PA00100703 », notice no PA00100703 | 49° 29′ 17″ nord, 0° 06′ 49″ est   |       |
| Immeuble                                                                                               | Le Havre                    | Seine-Maritime          | Normandie                  | inscrit    | « PA00100710 », notice no PA00100710 | 49° 29′ 17″ nord, 0° 06′ 51″ est   |       |
| Immeuble                                                                                               | Le Havre                    | Seine-Maritime          | Normandie                  | inscrit    | « PA00100711 », notice no PA00100711 | 49° 29′ 17″ nord, 0° 06′ 51″ est   |       |
| Immeuble                                                                                               | Le Havre                    | Seine-Maritime          | Normandie                  | inscrit    | « PA00100700 », notice no PA00100700 | 49° 29′ 19″ nord, 0° 06′ 51″ est   |       |
| Immeuble                                                                                               | Le Havre                    | Seine-Maritime          | Normandie                  | inscrit    | « PA00100707 », notice no PA00100707 | 49° 29′ 17″ nord, 0° 06′ 51″ est   |       |
| Immeuble                                                                                               | Le Havre                    | Seine-Maritime          | Normandie                  | inscrit    | « PA00100708 », notice no PA00100708 | 49° 29′ 17″ nord, 0° 06′ 51″ est   |       |
| Immeuble                                                                                               | Le Havre                    | Seine-Maritime          | Normandie                  | inscrit    | « PA00100699 », notice no PA00100699 | 49° 29′ 19″ nord, 0° 06′ 51″ est   |       |
| Immeuble                                                                                               | Le Havre                    | Seine-Maritime          | Normandie                  | inscrit    | « PA00100701 », notice no PA00100701 | 49° 29′ 19″ nord, 0° 06′ 52″ est   |       |
| Immeuble                                                                                               | Le Havre                    | Seine-Maritime          | Normandie                  | inscrit    | « PA00100706 », notice no PA00100706 | 49° 29′ 17″ nord, 0° 06′ 51″ est   |       |
| Immeuble                                                                                               | Le Havre                    | Seine-Maritime          | Normandie                  | inscrit    | « PA00100709 », notice no PA00100709 | 49° 29′ 17″ nord, 0° 06′ 51″ est   |       |
| Hôtel Dubocage de Bléville                                                                             | Le Havre                    | Seine-Maritime          | Normandie                  | inscrit    | « PA00100714 », notice no PA00100714 | 49° 29′ 20″ nord, 0° 06′ 52″ est   |       |
| Immeuble                                                                                               | Le Havre                    | Seine-Maritime          | Normandie                  | classé     | « PA00100702 », notice no PA00100702 | 49° 29′ 19″ nord, 0° 06′ 55″ est   |       |
| Immeuble                                                                                               | Le Havre                    | Seine-Maritime          | Normandie                  | inscrit    | « PA00100704 », notice no PA00100704 | 49° 29′ 17″ nord, 0° 06′ 49″ est   |       |
| Immeuble                                                                                               | Le Havre                    | Seine-Maritime          | Normandie                  | inscrit    | « PA00100705 », notice no PA00100705 | 49° 29′ 17″ nord, 0° 06′ 50″ est   |       |
| Manufacture des Tabacs                                                                                 | Le Havre                    | Seine-Maritime          | Normandie                  | classé     | « PA00100715 », notice no PA00100715 |                                    |       |
| Manoir de la Chapelle                                                                                  | Oissel                      | Seine-Maritime          | Normandie                  | classé     | « PA00100782 », notice no PA00100782 | 49° 21′ 50″ nord, 1° 06′ 39″ est   |       |
| Immeubles                                                                                              | Rouen                       | Seine-Maritime          | Normandie                  | inscrit    | « PA00100904 », notice no PA00100904 | 49° 26′ 27″ nord, 1° 05′ 27″ est   |       |
| Château de Bagatelle                                                                                   | Abbeville                   | Somme                   | Hauts-de-France            | inscrit    | « PA00116032 », notice no PA00116032 | 50° 05′ 42″ nord, 1° 50′ 36″ est   |       |
| Halle aux grains                                                                                       | Auvillar                    | Tarn-et-Garonne         | Occitanie                  | classé     | « PA00095680 », notice no PA00095680 | 44° 04′ 14″ nord, 0° 53′ 59″ est   |       |
| Immeuble                                                                                               | Auvillar                    | Tarn-et-Garonne         | Occitanie                  | inscrit    | « PA00095686 », notice no PA00095686 | 44° 04′ 13″ nord, 0° 53′ 58″ est   |       |
| Immeuble                                                                                               | Auvillar                    | Tarn-et-Garonne         | Occitanie                  | inscrit    | « PA00095690 », notice no PA00095690 | 44° 04′ 12″ nord, 0° 53′ 59″ est   |       |
| Immeuble                                                                                               | Auvillar                    | Tarn-et-Garonne         | Occitanie                  | inscrit    | « PA00095691 », notice no PA00095691 | 44° 04′ 13″ nord, 0° 53′ 59″ est   |       |
| Immeubles                                                                                              | Auvillar                    | Tarn-et-Garonne         | Occitanie                  | inscrit    | « PA00095692 », notice no PA00095692 | 44° 04′ 12″ nord, 0° 53′ 59″ est   |       |
| Immeuble                                                                                               | Auvillar                    | Tarn-et-Garonne         | Occitanie                  | inscrit    | « PA00095699 », notice no PA00095699 | 44° 04′ 15″ nord, 0° 53′ 58″ est   |       |
| Immeuble                                                                                               | Auvillar                    | Tarn-et-Garonne         | Occitanie                  | inscrit    | « PA00095700 », notice no PA00095700 | 44° 04′ 15″ nord, 0° 53′ 58″ est   |       |
| Immeubles                                                                                              | Auvillar                    | Tarn-et-Garonne         | Occitanie                  | inscrit    | « PA00095701 », notice no PA00095701 | 44° 04′ 14″ nord, 0° 53′ 59″ est   |       |
| Immeuble                                                                                               | Auvillar                    | Tarn-et-Garonne         | Occitanie                  | inscrit    | « PA00095689 », notice no PA00095689 | 44° 04′ 12″ nord, 0° 53′ 59″ est   |       |
| Immeuble                                                                                               | Auvillar                    | Tarn-et-Garonne         | Occitanie                  | inscrit    | « PA00095693 », notice no PA00095693 | 44° 04′ 13″ nord, 0° 54′ 00″ est   |       |
| Immeuble                                                                                               | Auvillar                    | Tarn-et-Garonne         | Occitanie                  | inscrit    | « PA00095695 », notice no PA00095695 | 44° 04′ 13″ nord, 0° 54′ 00″ est   |       |
| Immeuble                                                                                               | Auvillar                    | Tarn-et-Garonne         | Occitanie                  | inscrit    | « PA00095687 », notice no PA00095687 | 44° 04′ 12″ nord, 0° 53′ 58″ est   |       |
| Immeuble                                                                                               | Auvillar                    | Tarn-et-Garonne         | Occitanie                  | inscrit    | « PA00095688 », notice no PA00095688 | 44° 04′ 12″ nord, 0° 53′ 59″ est   |       |
| Immeuble                                                                                               | Auvillar                    | Tarn-et-Garonne         | Occitanie                  | inscrit    | « PA00095696 », notice no PA00095696 | 44° 04′ 14″ nord, 0° 54′ 00″ est   |       |
| Immeuble (détruit ?)                                                                                   | Auvillar                    | Tarn-et-Garonne         | Occitanie                  | inscrit    | « PA00095682 », notice no PA00095682 | 44° 04′ 15″ nord, 0° 53′ 57″ est   |       |
| Immeuble                                                                                               | Auvillar                    | Tarn-et-Garonne         | Occitanie                  | inscrit    | « PA00095683 », notice no PA00095683 | 44° 04′ 13″ nord, 0° 53′ 58″ est   |       |
| Immeubles                                                                                              | Auvillar                    | Tarn-et-Garonne         | Occitanie                  | inscrit    | « PA00095684 », notice no PA00095684 | 44° 04′ 13″ nord, 0° 53′ 58″ est   |       |
| Immeuble                                                                                               | Auvillar                    | Tarn-et-Garonne         | Occitanie                  | inscrit    | « PA00095685 », notice no PA00095685 | 44° 04′ 13″ nord, 0° 53′ 58″ est   |       |
| Immeuble                                                                                               | Auvillar                    | Tarn-et-Garonne         | Occitanie                  | inscrit    | « PA00095697 », notice no PA00095697 | 44° 04′ 14″ nord, 0° 54′ 00″ est   |       |
| Immeuble                                                                                               | Auvillar                    | Tarn-et-Garonne         | Occitanie                  | inscrit    | « PA00095698 », notice no PA00095698 | 44° 04′ 14″ nord, 0° 54′ 00″ est   |       |
| Immeubles                                                                                              | Auvillar                    | Tarn-et-Garonne         | Occitanie                  | inscrit    | « PA00095702 », notice no PA00095702 | 44° 04′ 16″ nord, 0° 53′ 57″ est   |       |
| Immeuble                                                                                               | Auvillar                    | Tarn-et-Garonne         | Occitanie                  | inscrit    | « PA00095694 », notice no PA00095694 | 44° 04′ 13″ nord, 0° 54′ 00″ est   |       |
| Abbaye Saint-Pierre de Moissac                                                                         | Moissac                     | Tarn-et-Garonne         | Occitanie                  | inscrit    | « PA00095785 », notice no PA00095785 | 44° 06′ 19″ nord, 1° 05′ 04″ est   |       |
| Fontaine des Vingt-Quatre-Échelons                                                                     | Moissac                     | Tarn-et-Garonne         | Occitanie                  | inscrit    | « PA00095789 », notice no PA00095789 | 44° 06′ 32″ nord, 1° 05′ 22″ est   |       |
| Hôtel de la Coutellerie                                                                                | Pontoise                    | Val-d'Oise              | Île-de-France              | inscrit    | « PA00080174 », notice no PA00080174 | 49° 03′ 00″ nord, 2° 05′ 40″ est   |       |
| Hôtel de ville de La Roche-Guyon                                                                       | La Roche-Guyon              | Val-d'Oise              | Île-de-France              | inscrit    | « PA00080184 », notice no PA00080184 | 49° 04′ 52″ nord, 1° 37′ 48″ est   |       |
| Croix de cimetière de Wy-dit-Joli-Village                                                              | Wy-dit-Joli-Village         | Val-d'Oise              | Île-de-France              | classé     | « PA00080239 », notice no PA00080239 | 49° 06′ 12″ nord, 1° 50′ 09″ est   |       |
| Chapelle Notre-Dame-de-l'Olivier de Figanières                                                         | Figanières                  | Var                     | Provence-Alpes-Côte d'Azur | inscrit    | « PA00081600 », notice no PA00081600 | 43° 33′ 56″ nord, 6° 30′ 11″ est   |       |
| Hôtel Dellor                                                                                           | Hyères                      | Var                     | Provence-Alpes-Côte d'Azur | inscrit    | « PA00081643 », notice no PA00081643 | 43° 07′ 16″ nord, 6° 07′ 43″ est   |       |
| Église Saint-Michel de Caderousse                                                                      | Caderousse                  | Vaucluse                | Provence-Alpes-Côte d'Azur | classé     | « PA00081990 », notice no PA00081990 | 44° 06′ 03″ nord, 4° 45′ 22″ est   |       |
| Château de Lourmarin                                                                                   | Lourmarin                   | Vaucluse                | Provence-Alpes-Côte d'Azur | inscrit    | « PA00082066 », notice no PA00082066 | 43° 45′ 48″ nord, 5° 21′ 31″ est   |       |
| Abbaye Notre-Dame de la Grainetière                                                                    | Les Herbiers                | Vendée                  | Pays de la Loire           | classé     | « PA00110131 », notice no PA00110131 | 46° 49′ 50″ nord, 1° 03′ 35″ ouest |       |
| Château de Sigournais                                                                                  | Sigournais                  | Vendée                  | Pays de la Loire           | classé     | « PA00110272 », notice no PA00110272 | 46° 42′ 27″ nord, 0° 59′ 07″ ouest |       |
| Porte du Martray                                                                                       | Loudun                      | Vienne                  | Nouvelle-Aquitaine         | classé     | « PA00105508 », notice no PA00105508 | 47° 00′ 36″ nord, 0° 04′ 26″ est   |       |
| Château de La Planche                                                                                  | Vivonne                     | Vienne                  | Nouvelle-Aquitaine         | inscrit    | « PA00105777 », notice no PA00105777 | 46° 26′ 45″ nord, 0° 16′ 44″ est   |       |
| Église Saint-Remy                                                                                      | Domrémy-la-Pucelle          | Vosges                  | Grand Est                  | classé     | « PA00107137 », notice no PA00107137 | 48° 26′ 32″ nord, 5° 40′ 29″ est   |       |
| Cure                                                                                                   | Saint-Dié-des-Vosges        | Vosges                  | Grand Est                  | inscrit    | « PA00107277 », notice no PA00107277 | 48° 17′ 24″ nord, 6° 57′ 03″ est   |       |
| Fontaine                                                                                               | Saint-Dié-des-Vosges        | Vosges                  | Grand Est                  | inscrit    | « PA00107280 », notice no PA00107280 | 48° 17′ 23″ nord, 6° 57′ 03″ est   |       |
| Château d'Anstrude                                                                                     | Bierry-les-Belles-Fontaines | Yonne                   | Bourgogne-Franche-Comté    | inscrit    | « PA00113620 », notice no PA00113620 | 47° 35′ 45″ nord, 4° 11′ 00″ est   |       |
| Église Notre-Dame de Tonnerre                                                                          | Tonnerre                    | Yonne                   | Bourgogne-Franche-Comté    | classé     | « PA00113903 », notice no PA00113903 | 47° 51′ 17″ nord, 3° 58′ 25″ est   |       |
| Château de Vallery                                                                                     | Vallery                     | Yonne                   | Bourgogne-Franche-Comté    | classé     | « PA00113922 », notice no PA00113922 | 48° 14′ 29″ nord, 3° 03′ 02″ est   |       |
| Église Notre-Dame-de-l'Assomption d'Autouillet                                                         | Autouillet                  | Yvelines                | Île-de-France              | classé     | « PA00087362 », notice no PA00087362 | 48° 50′ 51″ nord, 1° 48′ 12″ est   |       |
| Château de Bourdonné                                                                                   | Bourdonné                   | Yvelines                | Île-de-France              | inscrit    | « PA00087384 », notice no PA00087384 | 48° 45′ 34″ nord, 1° 39′ 30″ est   |       |
| Église Sainte-Croix de Fourqueux                                                                       | Fourqueux                   | Yvelines                | Île-de-France              | classé     | « PA00087436 », notice no PA00087436 | 48° 53′ 10″ nord, 2° 03′ 45″ est   |       |
| Église Saint-Aignan de Gambais                                                                         | Gambais                     | Yvelines                | Île-de-France              | inscrit    | « PA00087439 », notice no PA00087439 | 48° 46′ 38″ nord, 1° 39′ 48″ est   |       |
| Maison du Mesnil-Saint-Laurent                                                                         | Juziers                     | Yvelines                | Île-de-France              | inscrit    | « PA00087466 », notice no PA00087466 | 48° 59′ 33″ nord, 1° 49′ 49″ est   |       |
| Parc de l'ancien château de Rocquencourt                                                               | Rocquencourt                | Yvelines                | Île-de-France              | inscrit    | « PA00087591 », notice no PA00087591 | 48° 50′ 16″ nord, 2° 06′ 54″ est   |       |
| Abbaye Notre-Dame-des-Anges de Saint-Cyr-l'École                                                       | Saint-Cyr-l'École           | Yvelines                | Île-de-France              | classé     | « PA00087598 », notice no PA00087598 | 48° 48′ 13″ nord, 2° 03′ 46″ est   |       |
| Villa Moricet                                                                                          | Versailles                  | Yvelines                | Île-de-France              | classé     | « PA00087777 », notice no PA00087777 | 48° 48′ 19″ nord, 2° 08′ 28″ est   |       |
| Pavillon Saint-Vigor                                                                                   | Viroflay                    | Yvelines                | Île-de-France              | inscrit    | « PA00087786 », notice no PA00087786 | 48° 47′ 57″ nord, 2° 10′ 03″ est   |       |